# Fußball-Club Bayern München
Il Fußball-Club Bayern München AG, noto semplicemente come Bayern München o Bayern Monaco in italiano, è una società polisportiva tedesca avente sede a Monaco di Baviera, celebre per la propria sezione calcistica, che milita nella Bundesliga, la massima divisione del campionato tedesco di calcio.
Fondata nel 1900 da alcuni membri del MTV München von 1879, la polisportiva comprende sezioni di scacchi, pallavolo, pallacanestro, ginnastica, pallamano, bowling, tennistavolo e squadre di calcio. È il club sportivo con il maggior numero di affiliati al mondo (293.000 al novembre 2019).
La sezione calcistica è la più titolata di Germania, avendo vinto 34 campionati, 20 coppe nazionali, 11 Supercoppe di Germania e 6 Coppe di Lega tedesca, nonché una tra le più vittoriose del mondo, potendo vantare in bacheca 6 Coppe dei Campioni/UEFA Champions League, una Coppa UEFA, una Coppa delle Coppe, 2 Supercoppe UEFA, 2 Coppe Intercontinentali e 2 Coppe del mondo per club, per un totale di 85 trofei ufficiali. Nella stagione 2012-2013, con la vittoria di campionato, coppa nazionale e UEFA Champions League, è diventato il solo club tedesco ad aver realizzato il treble, impresa bissata nella stagione 2019-2020, anno nel quale, grazie alla vittoria della Supercoppa di Germania, della Supercoppa UEFA e della Coppa del mondo per club, è divenuto il secondo club nella storia a centrare il sextuple, dopo il Barcellona nel 2009.
In Coppa dei Campioni/UEFA Champions League il club bavarese vanta, altresì, la disputa di 11 finali, traguardo che la piazza al secondo posto per numero di finali giocate nella competizione, a pari merito con il Milan, e al terzo nella graduatoria dei piazzamenti nel torneo, dopo Real Madrid e lo stesso Milan. Nella classifica perpetua della competizione, inoltre, il Bayern occupa la seconda posizione, dietro al Real Madrid e davanti al Barcellona.
Il club bavarese milita ininterrottamente in Bundesliga dalla stagione 1965-1966, il che lo rende la squadra con il maggior numero di stagioni consecutive e complessive (questo secondo record è condiviso con il Werder Brema) disputate nella massima serie tedesca, ed il club con il maggior numero di partite totali disputate.
Il Bayern Monaco è stato membro fondatore del G-14, associazione di club calcistici europei consorziatisi per ottenere una tutela comune dei diritti sportivi, legali e televisivi di fronte all'UEFA e alla FIFA. Dalla stagione agonistica 2005-2006 disputa le partite interne allo stadio Allianz Arena, impianto da 75.024 posti, dopo aver giocato per 33 anni allo stadio Olimpico di Monaco di Baviera (69.250 posti).

## Storia

### Dalla fondazione alla Bundesliga (1901-1965)

#### Fondazione ed esordi (1900-1910)

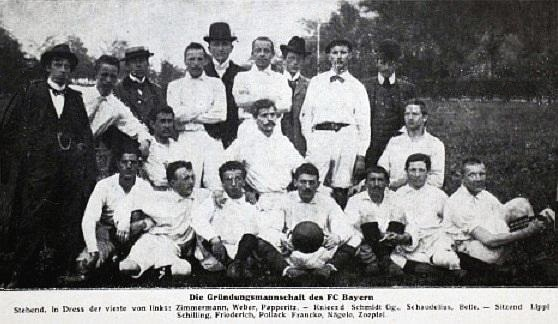
Il Bayern Monaco nel 1900

Il Bayern Monaco viene fondato il 27 febbraio 1900 a Monaco di Baviera da membri del club ginnico MTV München von 1879 e adotta come colori sociali il bianco e l'azzurro, che sono anche quelli della Baviera; la prima divisa consiste semplicemente in una maglia bianca e dei pantaloncini neri. Franz John viene eletto presidente della neonata società; gli altri fondatori provengono in gran parte da Berlino, Friburgo, Lipsia e Brema. A pochi giorni dalla nascita, il 1º marzo, viene giocata la prima partita, contro il Monaco 1896, che viene vinta per 5-2. Ben presto la squadra inizia ad attrarre numerosi calciatori, tra cui tre provenienti dal Monaco 1860. Nel 1905 si verifica la prima unione, quella con il Münchner SC, e in questa occasione vengono adottati gli attuali colori, il bianco e il rosso; di qui a poco, inoltre, il club comincia a giocare in un campo sulla Leopoldstraße.

#### Primo dopoguerra e primi titoli (1918-1932)

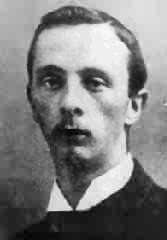
L'inglese William Townley, che guida il club negli anni dieci

Dopo la sospensione delle attività causata dalla prima guerra mondiale, un campionato regolare viene ripristinato nella stagione 1919-1920. Contemporaneamente, nell'ottobre 1919, il Bayern Monaco si fonde con il Turnverein Jahn TuSpV Bayern e la carica di allenatore passa all'inglese William Townley. Già negli anni prima della guerra il club aveva avuto degli allenatori d'oltremanica: Taylor e Charles Griffith, oltre allo stesso Townley. Nella primavera del 1924 la società attua la Reinliche Scheidung (netta separazione di discipline sportive) con il TuSpV Baviera, e si costituisce come sodalizio indipendente con il nome FC Bayern München. L'allenatore è Jim McPherson, un altro inglese.
La squadra intanto ha iniziato a giocare nelle competizioni regionali bavaresi, ottenendo presto successo. Qui le rivali più agguerrite si chiamano Norimberga e Fürth, e proprio contro questi ultimi si gioca la finale del campionato della Germania meridionale del 1926. La partita di ritorno viene giocata in quello che è da poco diventato il teatro delle partite casalinghe, il Grünwalder Stadion, e viene trasmessa in diretta radiofonica: alla fine a prevalere sono i padroni di casa, per 4-3. I Rossi partecipano così alla fase nazionale ma vengono eliminati negli ottavi di finale, dopo aver perso 2-0 contro il Fortuna Lipsia. Una nuova partecipazione allo stesso torneo è datata 1928: in quest'edizione il Bayern, guidato dell'ungherese Leo Weisz, batte Wacker Halle e SpVgg Sülz 07 prima di raggiungere la semifinale. Qui il cammino però si arresta: fatale è l'incontro con i futuri campioni dell'Amburgo, che vincono la sfida per 8-2.
Il primo titolo tedesco arriva ad ogni modo poco dopo, nel 1932, al quarto tentativo, quando Richard Kohn guida un gruppo che comprende tra gli altri Oskar Rohr, Josef Bergmaier e Ludwig Goldbrunner. Il Bayern sconfigge in semifinale il forte Norimberga prima di accedere alla finale nazionale, che si gioca contro l'Eintracht Francoforte proprio a Norimberga: in città accorrono migliaia di sostenitori dei bavaresi, che vedono vincere i Rossi per 2-0.

#### Gli anni del Terzo Reich (1933-1945)
La situazione cambia, però, rapidamente: il nazismo prende il potere in Germania, e il Bayern viene presto considerato dalle autorità un club ebreo. Così Kohn si trasferisce in Spagna, mentre peggior sorte ha il presidente Kurt Landauer, che viene deportato per trentatré giorni nel campo di concentramento di Dachau. Neanche da un punto di vista strettamente calcistico la squadra ha vita facile durante la dittatura di Adolf Hitler: in seguito alla riforma del campionato voluta dal regime si ritrova a giocare nella Gauliga Bayern, ma non ottiene risultati significativi in questo periodo. Solo nel 1944 riesce a vincere il proprio campionato, ma non fa molta strada nella competizione nazionale.

#### Secondo dopoguerra, anni bui e risalita (1945-1957)

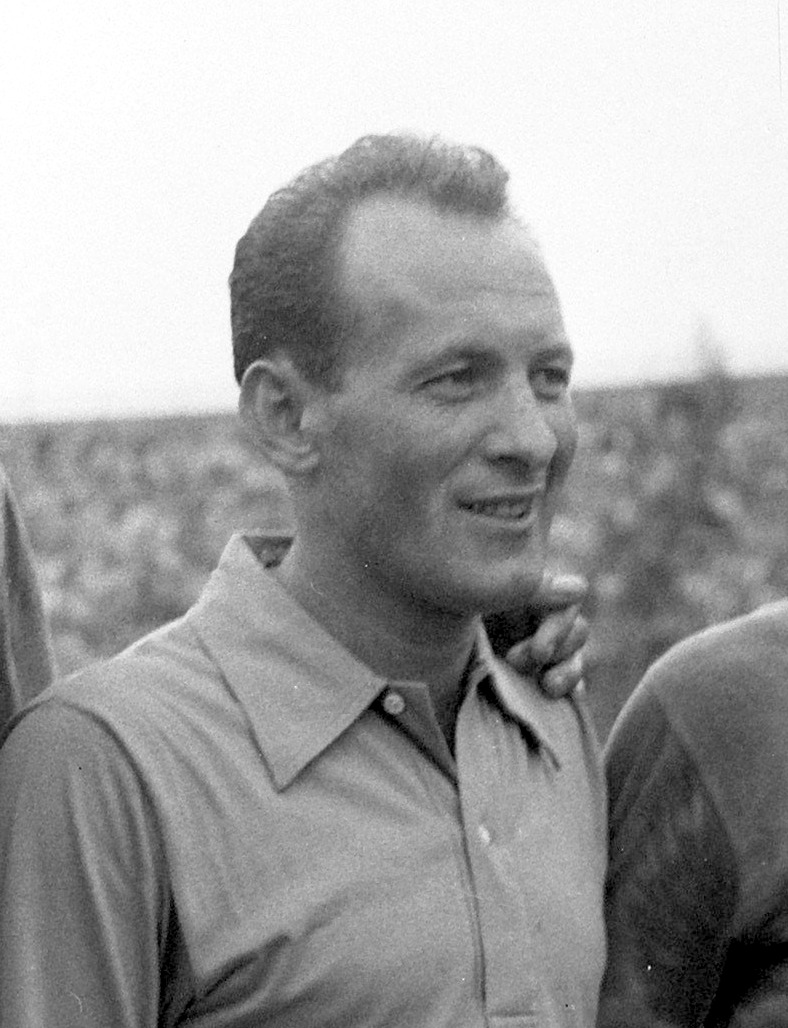
Zlatko Čajkovski nel 1953

Nel dopoguerra Monaco entra a far parte della Germania Ovest, e nel novembre 1945 i bavaresi vengono quindi inseriti in una delle cinque neo costituite massime divisioni nazionali, l'Oberliga Süd. Pur essendo questi anni positivi per la crescita del club, che arriva ad avere più di mille membri, il Bayern stenta però ad emergere. Tocca infatti uno dei punti più bassi della propria storia nella stagione 1955-1956, quando, con in rosa anche il campione del Mondo Hans Bauer, si trova a giocare in seconda divisione. La squadra viene comunque subito promossa, e nel 1957 conquista la Coppa della Germania meridionale, che dà l'accesso alla coppa nazionale. Qui i Rossi ottengono il loro primo successo, dopo aver sconfitto per 1-0 il Fortuna Düsseldorf, davanti a 42.000 spettatori.

#### Verso la Bundesliga (1957-1965)
Nel 1962-1963 il Bayern esordisce in campo internazionale, arrivando ai quarti di finale della Coppa delle Fiere, dove viene eliminato dalla Dinamo Zagabria, poi finalista della competizione. Un grande cambiamento nel calcio nazionale si verifica nel 1963, con l'istituzione della Bundesliga, il primo massimo campionato tedesco occidentale composto da un unico girone all'italiana. Vi accedono sedici squadre provenienti dalle cinque Oberligen, ma tra queste non figura il Bayern, dato che la Federazione decide di non ammettere più di un club per città e il posto assegnato a Monaco di Baviera appartiene già ai concittadini del Monaco 1860. Questa controversa decisione porterà la dirigenza del Bayern ad una protesta formale, culminata in una lettera scritta di tredici pagine. Ad ogni modo la società ingaggia Zlatko Čajkovski, allenatore jugoslavo che ha già vinto il campionato tedesco con il Colonia, e accede ad una delle neonate seconde divisioni, la Regionalliga Süd. L'ingresso in Bundesliga è comunque rimandato di poco, al 1965, quando i Rossi vincono i play-off e vengono promossi, dopo aver mancato questo risultato la stagione precedente. Parte del merito va sicuramente a Rainer Ohlhauser, che segna ben quarantadue gol e stabilisce un record di marcature arrivato fino ai giorni nostri, tuttavia fanno già parte di questa squadra tre giocatori sui quali il club costruirà i propri successi negli anni a venire: Sepp Maier, Franz Beckenbauer e Gerd Müller.

### Gli anni d'oro (1965-1979)

#### Consolidamento in Bundesliga (1965-1970)

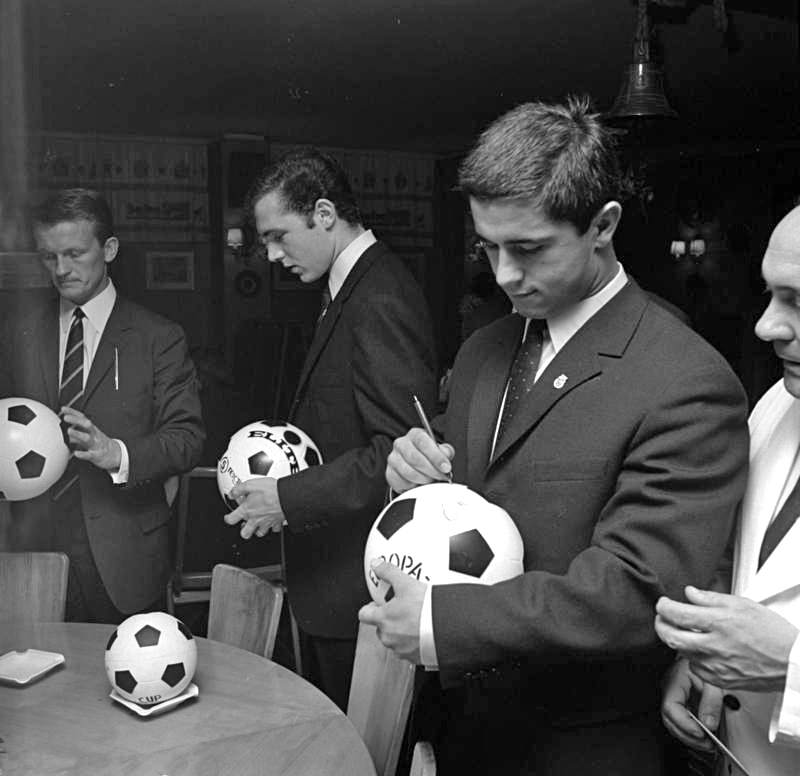
Sepp Maier, Franz Beckenbauer, e Gerd Müller nel 1967

Il Bayern si adatta presto alla nuova realtà, consolidandosi in campionato e vincendo nel 1965-1966 la coppa nazionale per la seconda volta. Grazie a questo successo partecipa alla Coppa delle Coppe 1966-1967, dove giunge a disputare la finale di Norimberga, vinta contro i Rangers. Nella stessa stagione la squadra conquista la coppa nazionale per la terza volta, mentre nel 1967-1968 è protagonista di un'altra buona prova nella Coppa delle Coppe, arrivando fino alle semifinali, dove esce per mano dei futuri vincitori del Milan.

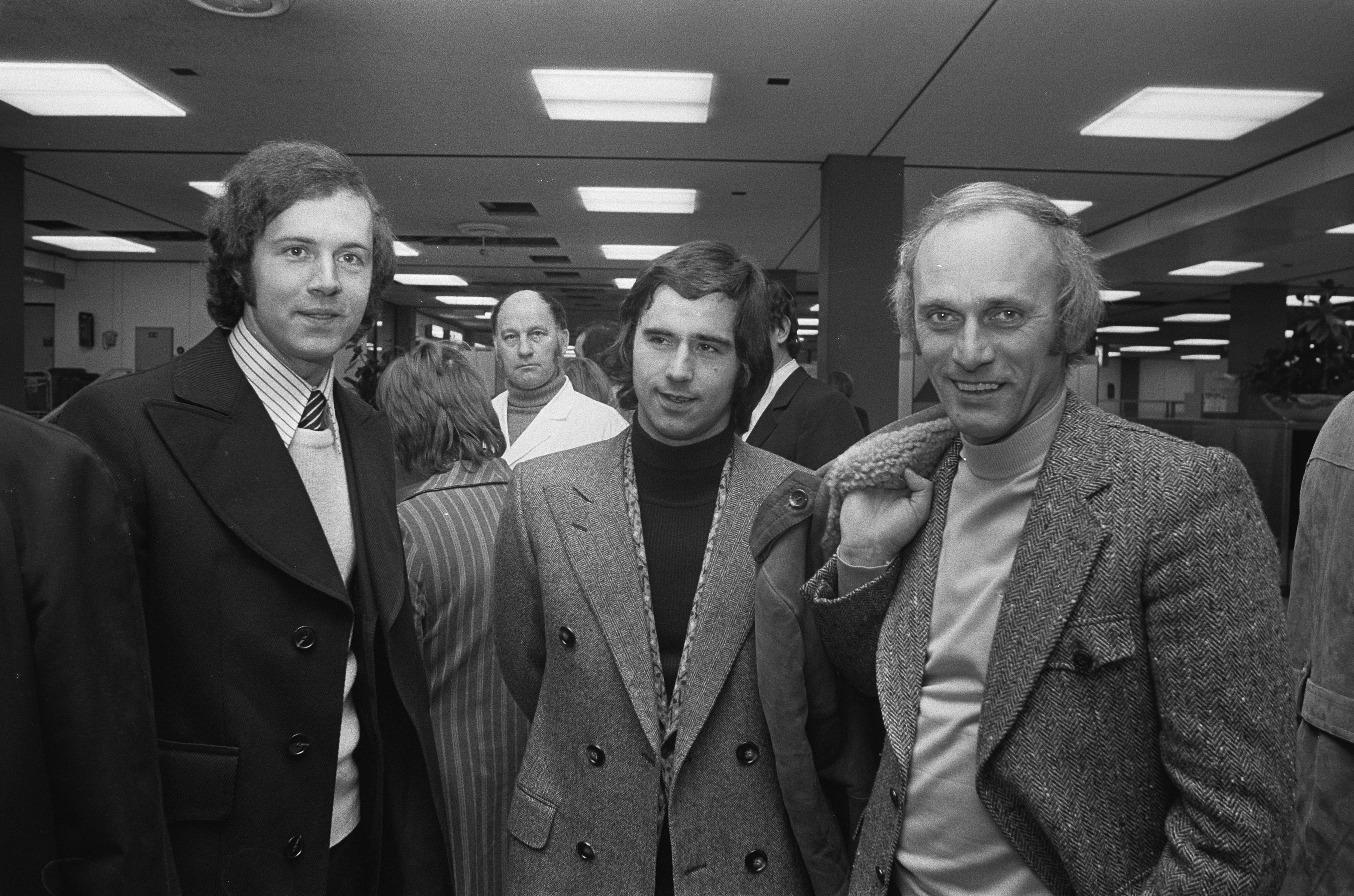
Franz Beckenbauer, Gerd Müller e Udo Lattek nel 1973

È il successore di Čajkovski, Branko Zebec, a guidare i Rossi alla vittoria del primo titolo in Bundesliga nella stagione 1968-1969, nella quale viene conquistata anche la Coppa di Germania: è il primo double nella storia del calcio tedesco moderno, dopo quello dello Schalke 04 nel 1937; a livello personale Müller diventa invece per la seconda volta il capocannoniere del campionato. La prima partecipazione alla Coppa dei Campioni termina però al primo turno, dopo l'incontro con il Saint-Étienne, e nel marzo 1970 Zebec viene sostituito dal giovane Udo Lattek, vice di Helmut Schön sulla panchina della nazionale.

#### Successi internazionali (1970-1975)
La prima metà degli anni '70 è caratterizzata da una serie di grandi successi per il Bayern, che, guidato da individualità di talento, ottiene dapprima il secondo posto in campionato nel 1969-1970 e nel 1970-1971, annata in cui vince la coppa nazionale per la quinta volta. Intanto al gruppo si sono aggiunti anche Katsche Schwarzenbeck, Paul Breitner e Uli Hoeneß, mentre Müller ha già ottenuto importanti riconoscimenti a livello personale: nel 1970 vince sia il Pallone d'oro che la Scarpa d'oro e si laurea capocannoniere del Mondiale messicano.

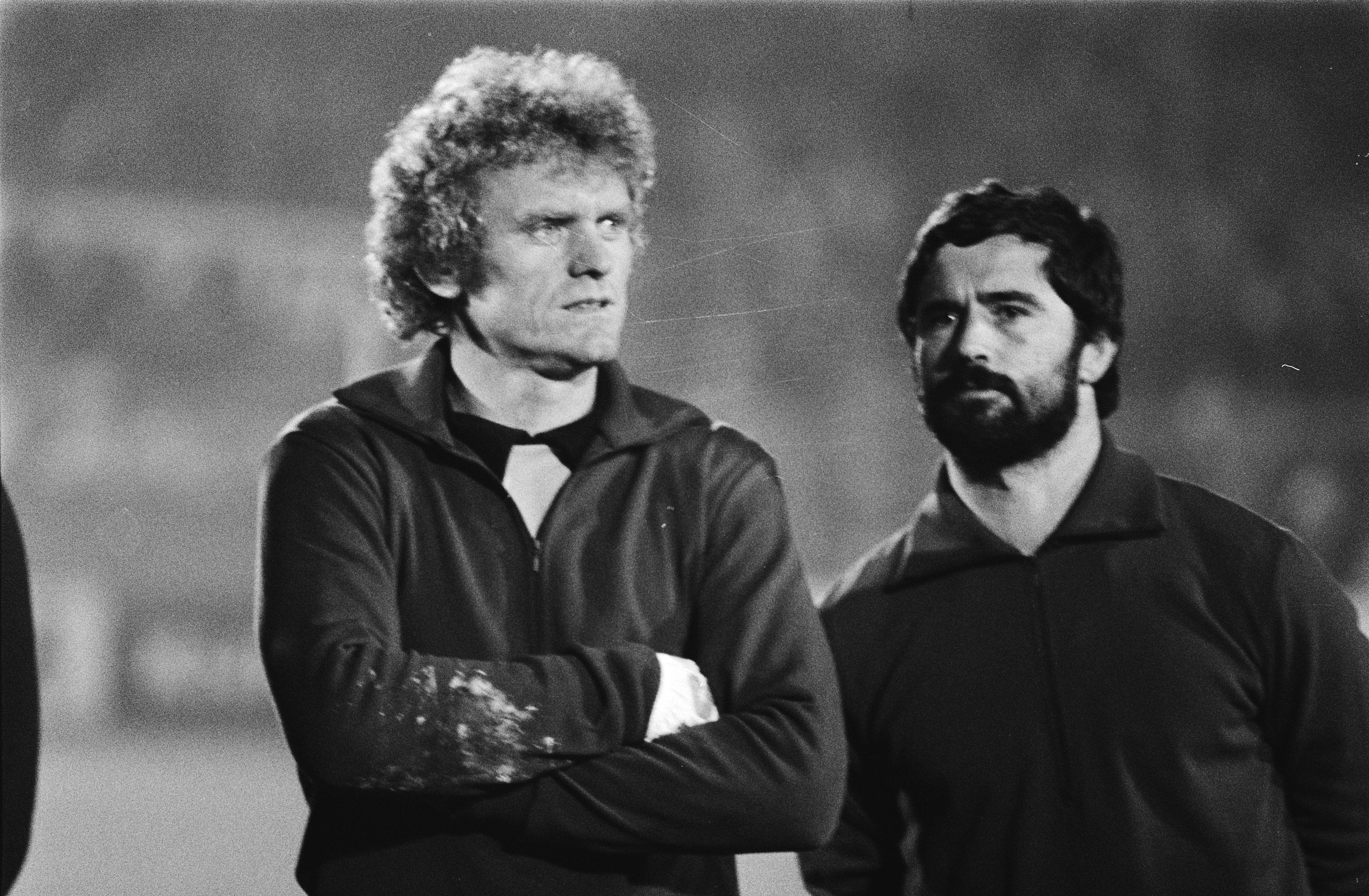
Sepp Maier e Gerd Müller nel 1978

Con Lattek il Bayern si aggiudica dapprima il titolo tedesco nel 1971-1972 accompagnandolo con numerosi record, poi ripete l'impresa nella stagione successiva, in cui viene messo in bacheca il quarto alloro nazionale. Intanto Beckenbauer ha vinto per la prima volta il Pallone d'oro precedendo Müller, che, miglior marcatore d'Europa, è stato invece premiato per la seconda volta con la Scarpa d'oro ed è divenuto anche capocannoniere nell'Europeo del 1972 in Belgio, vinto con la nazionale tedesca occidentale. La striscia di successi dei bavaresi prosegue, negli anni seguenti, a livello internazionale. Nella stagione 1973-1974 i Rossi si aggiudicano per la prima volta la prestigiosa Coppa dei Campioni, sconfiggendo l'Atlético Madrid per 4-0 (doppiette di Hoeneß e Müller) nella ripetizione della finale, resasi necessaria, secondo il regolamento dell'epoca, dopo il pareggio per 1-1 di due giorni prima, maturato al termine dei tempi supplementari. Intanto la squadra aveva già vinto il quinto titolo tedesco, mentre poco dopo molti giocatori del club vincono, con la nazionale tedesca occidentale, il Mondiale di casa.
Nella stagione 1974-1975, quella dell'ingresso nella rosa titolare del giovane Karl-Heinz Rummenigge, Lattek viene esonerato a gennaio dopo deludenti risultati in campionato, ma il Bayern, affidato a Dettmar Cramer, si aggiudica nuovamente la Coppa dei Campioni, stavolta superando in finale il Leeds United per 2-0 grazie ai gol di Roth e di Müller. I bavaresi, similmente a quanto fatto dall'Ajax qualche anno prima, sceglieranno poi di non partecipare alla Coppa Intercontinentale nel 1975. Persa la Supercoppa UEFA contro la Dinamo Kiev, i bavaresi centrano il tris di trionfi in Coppa dei Campioni nella stagione 1975-1976, battendo in finale il Saint-Étienne per 1-0 (gol di Roth). Grazie ai tre successi ottenuti consecutivamente nella manifestazione, il club può detenere definitivamente il trofeo.

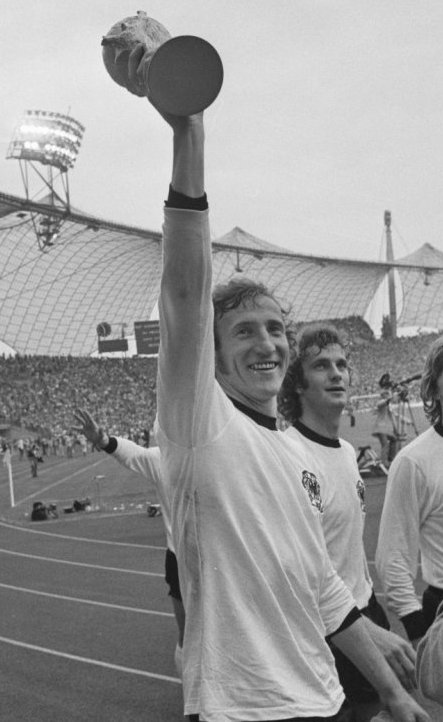
Katsche Schwarzenbeck con la maglia della Nazionale mentre solleva la Coppa del Mondo 1974

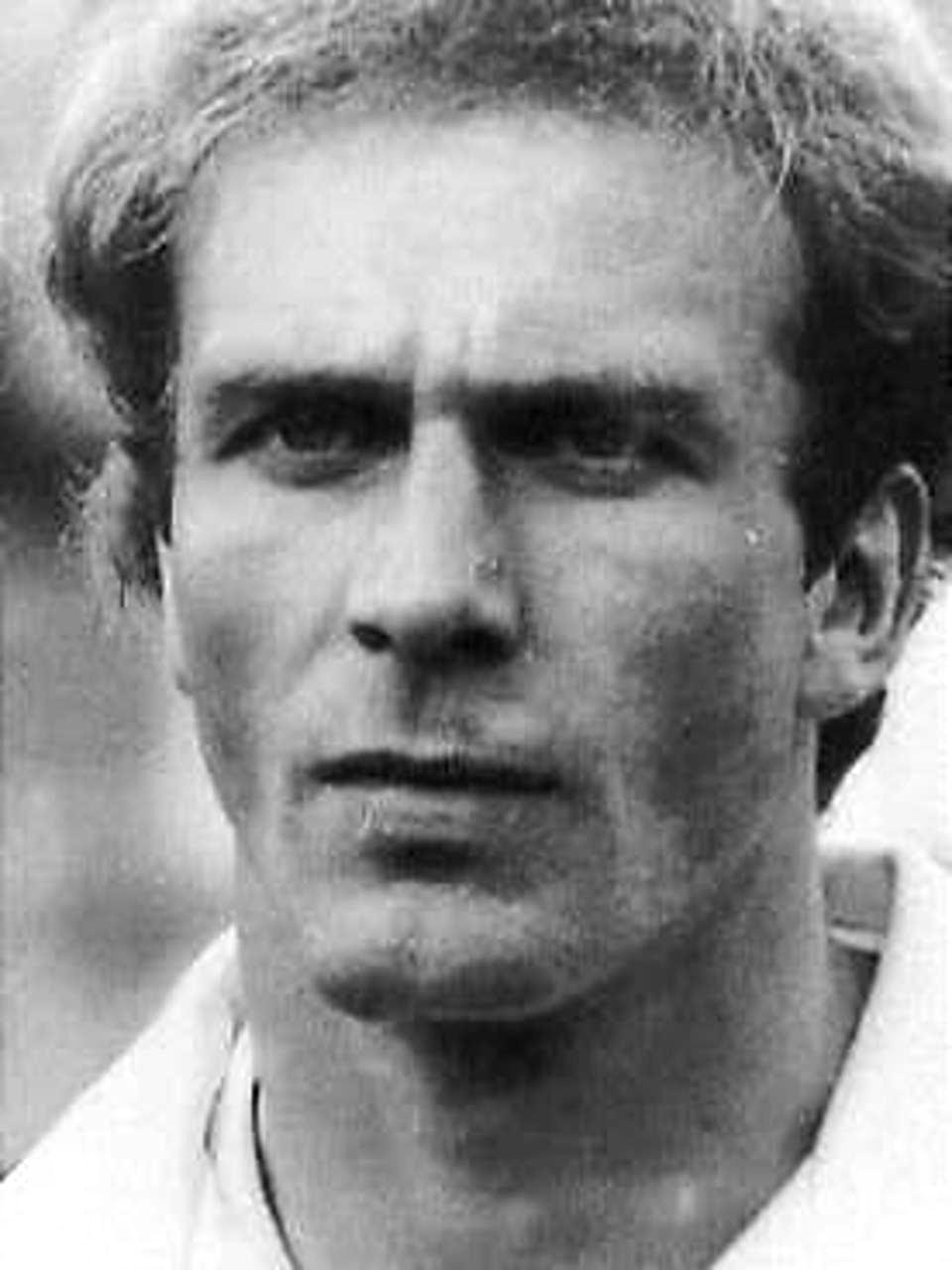
Karl-Heinz Rummenigge nel 1982

#### Anni di transizione (1976-1979)
Persa per la seconda volta consecutiva la Supercoppa UEFA, questa volta contro l'Anderlecht, il Bayern si riscatta vincendo la Coppa Intercontinentale del 1976 nella doppia sfida contro il Cruzeiro. Beckenbauer si aggiudica il Pallone d'oro 1976, ma a fine stagione si trasferisce al New York Cosmos, seguito due anni dopo negli Stati Uniti d'America da Müller, che si legherà invece al Fort Lauderdale Strikers. Sempre nello stesso periodo il Bayern raggiunge il peggiore piazzamento di sempre in campionato, il dodicesimo posto del 1977-1978, mentre anche Hoeneß, Schwarzenbeck e Maier lasciano il club e, di lì a poco, l'attività agonistica.

### DalFC BreitniggealFC Hollywood(1979-1998)

#### Il ritorno al successo (1979-1991)

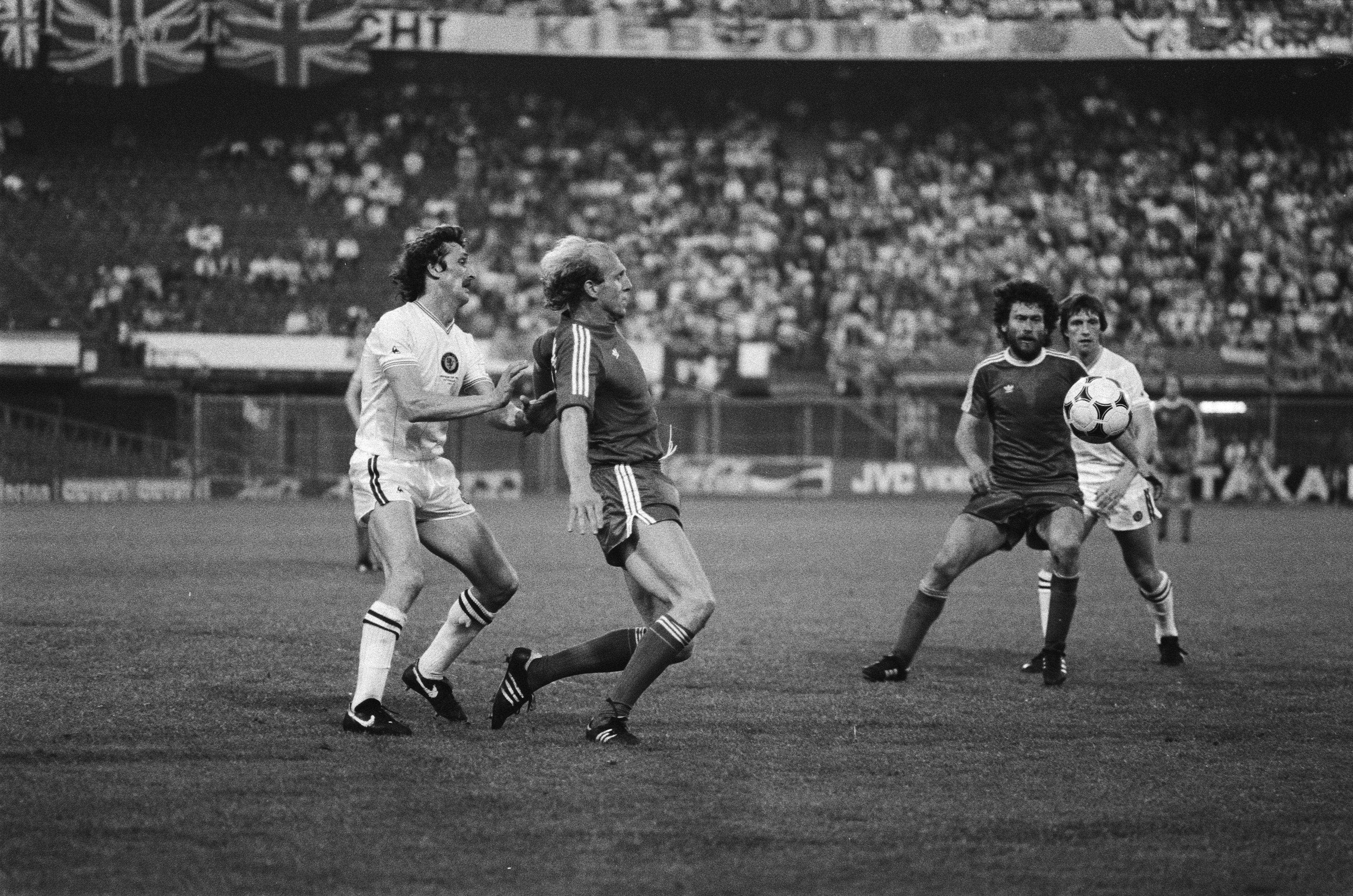
Dieter Hoeneß e Paul Breitner durante la finale della Coppa dei Campioni 1981-1982

A fronte dei numerosi addii si registrano comunque nuovi inserimenti, tra i quali quelli di Klaus Augenthaler e di Dieter Hoeneß, fratello minore di Uli, assunto invece come dirigente. Si assiste anche al ritorno di Paul Breitner, che guida in campo la squadra insieme a Karl-Heinz Rummenigge; si parla infatti di FC Breitnigge.
Nel 1978-1979 a sedersi in panchina è l'ungherese Pál Csernai, che nel 1979-1980 riporta la squadra alla vittoria del campionato dopo sei anni, bissando il successo nella stagione successiva e raggiungendo le semifinali della Coppa dei Campioni, di cui Rummenigge si laurea capocannoniere, per poi vincere il Pallone d'oro 1980. La bacheca si arricchisce di un successo in Coppa di Germania nel 1981-1982, annata in cui viene persa dai bavaresi la finale della Coppa dei Campioni contro l'Aston Villa.

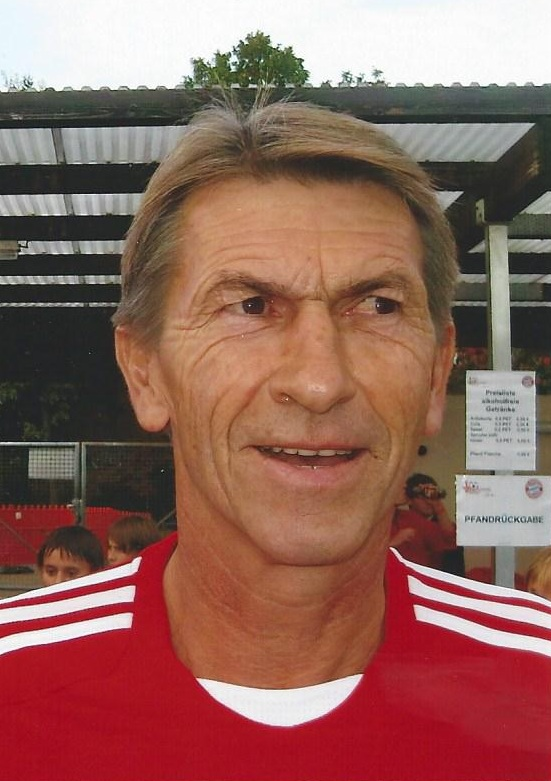
Klaus Augenthaler, capitano della squadra tra il 1984 e il 1991, in una foto del 2009

Nel 1983-1984 torna al Bayern il tecnico Lattek, che vince la Coppa di Germania 1983-1984 senza più Breitner e Rummenigge in campo, avvicendati di lì a poco da nuovi innesti quali Lothar Matthäus e Roland Wohlfarth. Nel 1984-1985 viene rivinto il campionato, nel 1985-1986 viene centrato un nuovo double campionato-coppa nazionale e nel 1986-1987 viene vinto il decimo titolo tedesco. Sempre nel 1986-1987 il Bayern raggiunge per la quinta volta la finale della Coppa dei Campioni, persa contro il Porto. Si chiude così la seconda gestione di Lattek. Il successore, Jupp Heynckes, porta i bavaresi alla vittoria della prima Supercoppa di Germania nel 1987 e, privo di Matthäus e Brehme (ceduti all'Inter nel 1988), alle semifinali della Coppa UEFA nel 1988-1989. I bavaresi vincono il campionato anche nella stagione successiva e in questo modo partecipano a due edizioni di Coppa dei Campioni; come già successo più volte in passato, però, in entrambe le occasioni vengono eliminati dalla squadra che si aggiudicherà la coppa, e sempre in semifinale: prima dal Milan, poi dalla Stella Rossa.

#### Alla ricerca del giusto allenatore (1991-1998)
Nel campionato 1991-1992, il primo dopo la riunificazione tedesca il Bayern, dopo aver pericolosamente stazionato a ridosso della zona retrocessione nel marzo 1992, chiude, dopo la partenza di Heynckes a stagione in corso, al decimo posto, peggiore piazzamento del club dalla stagione 1977-1978. Giunto secondo in Bundesliga nel 1992-1993, nel dicembre del 1993 il club ingaggia nuovamente Beckenbauer nelle vesti di allenatore e rivince il titolo tedesco nel 1993-1994, ma Kaiser Franz lascia la panchina del club dopo il successo per tornare a ricoprire il ruolo di presidente.

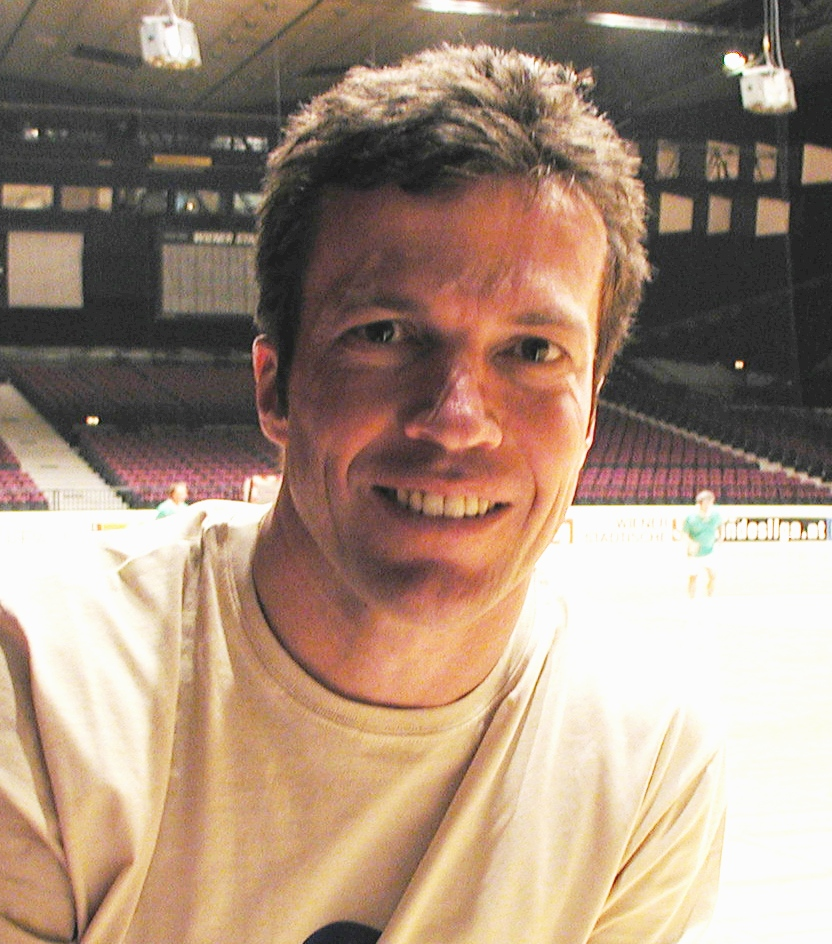
Lothar Matthaeus nel 2002

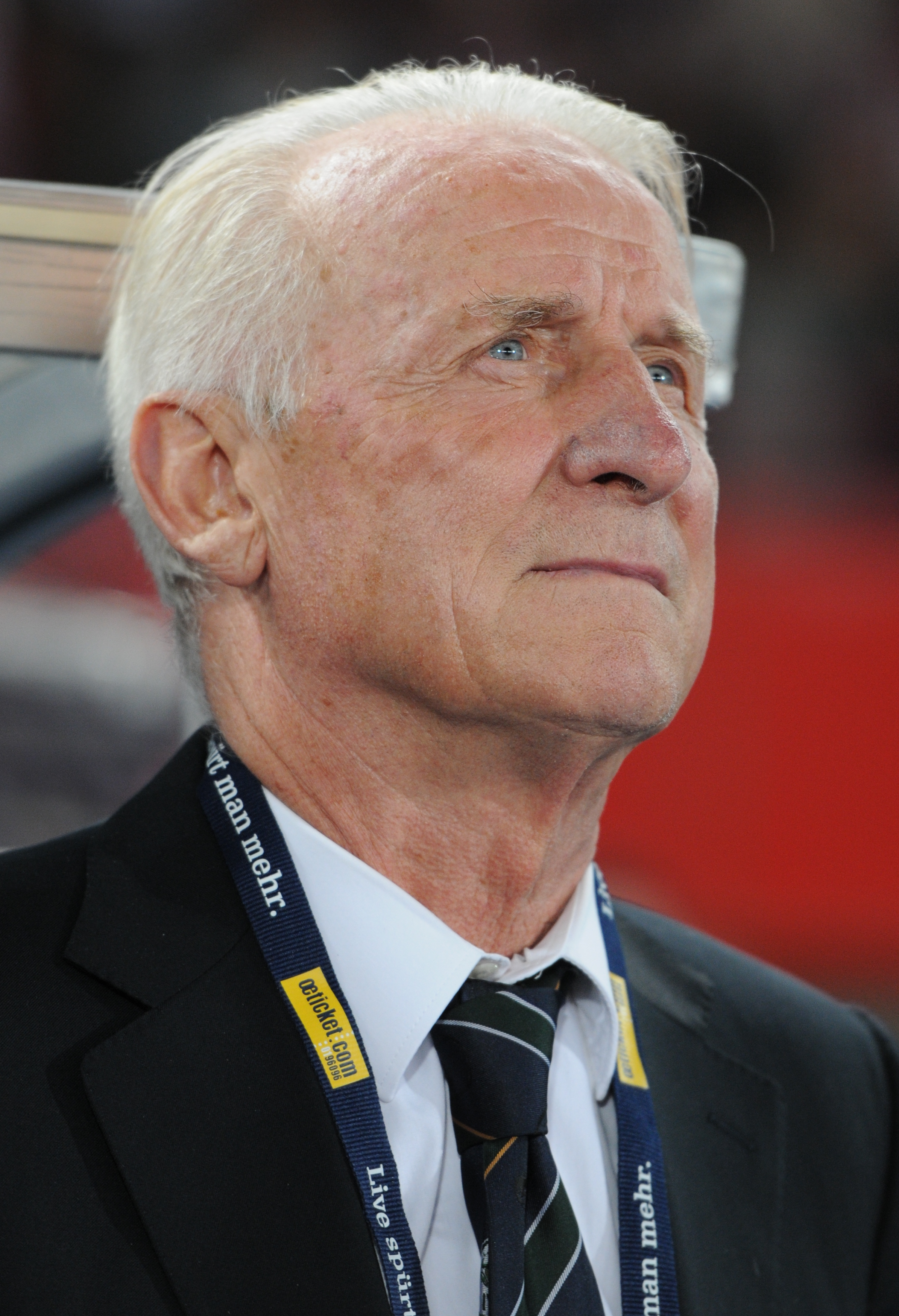
Giovanni Trapattoni, alla guida del Bayern in due riprese nella seconda metà degli anni '90.

Nella sessione estiva di calciomercato del 1994 sono ingaggiati tra gli altri Oliver Kahn, Alain Sutter e il Pallone d'oro Jean-Pierre Papin, mentre in panchina arriva l'italiano Giovanni Trapattoni. La stagione inizia male, con la sconfitta contro il Werder Brema in Supercoppa di Germania, e prosegue peggio, con l'eliminazione al primo turno della Coppa di Germania per la terza volta in quattro anni. I bavaresi raggiungono la semifinale di UEFA Champions League, dove la corsa si interrompe contro l'Ajax poi vincitore della competizione, mentre in campionato la squadra del Trap delude e chiude sesta. All'italiano subentra Otto Rehhagel, reduce da ottime annate alla guida del Werder Brema, ma la squadra, pur rinforzata con gli innesti della punta Jürgen Klinsmann e del difensore Andreas Herzog, continua a fare notizia più sui giornali scandalistici che per le imprese sul campo, tanto da essere soprannominata FC Hollywood per via della frequenza con cui i suoi calciatori appaiono sulle pagine di gossip. Per disaccordi con i dirigenti, Rehhagel è silurato e sostituito da Beckenbauer, che subentra nuovamente nelle vesti di allenatore della squadra. Sotto la guida del Kaiser, nella stagione 1995-1996 i bavaresi chiudono al secondo posto il campionato, a sei punti dalla vetta, ma si aggiudicano la Coppa UEFA battendo per due volte nella doppia finale il Bordeaux, con Klinsmann che si laurea capocannoniere della manifestazione. Per il Bayern è il primo trofeo internazionale dopo vent'anni.
È di nuovo Trapattoni a sedere sulla panchina del Bayern nell'estate del 1996; l'italiano conduce i suoi alla vittoria della Bundesliga 1996-1997 dopo un lungo testa a testa con il Borussia Dortmund campione in carica, poi giunto terzo. Nel 1997-1998 il Trap guida i bavaresi a due successi nelle coppe, la Coppa di Lega (2-0 in finale allo Stoccarda) e la Coppa di Germania (2-1 in finale al Duisburg), mentre il campionato si chiude con il secondo posto alle spalle della grande sorpresa Kaiserslautern, laureatasi campione da neopromossa.

### Nuovi successi nazionali e la Champions del 2001 (1998-2008)

#### L'era Hitzfeld (1998-2004)

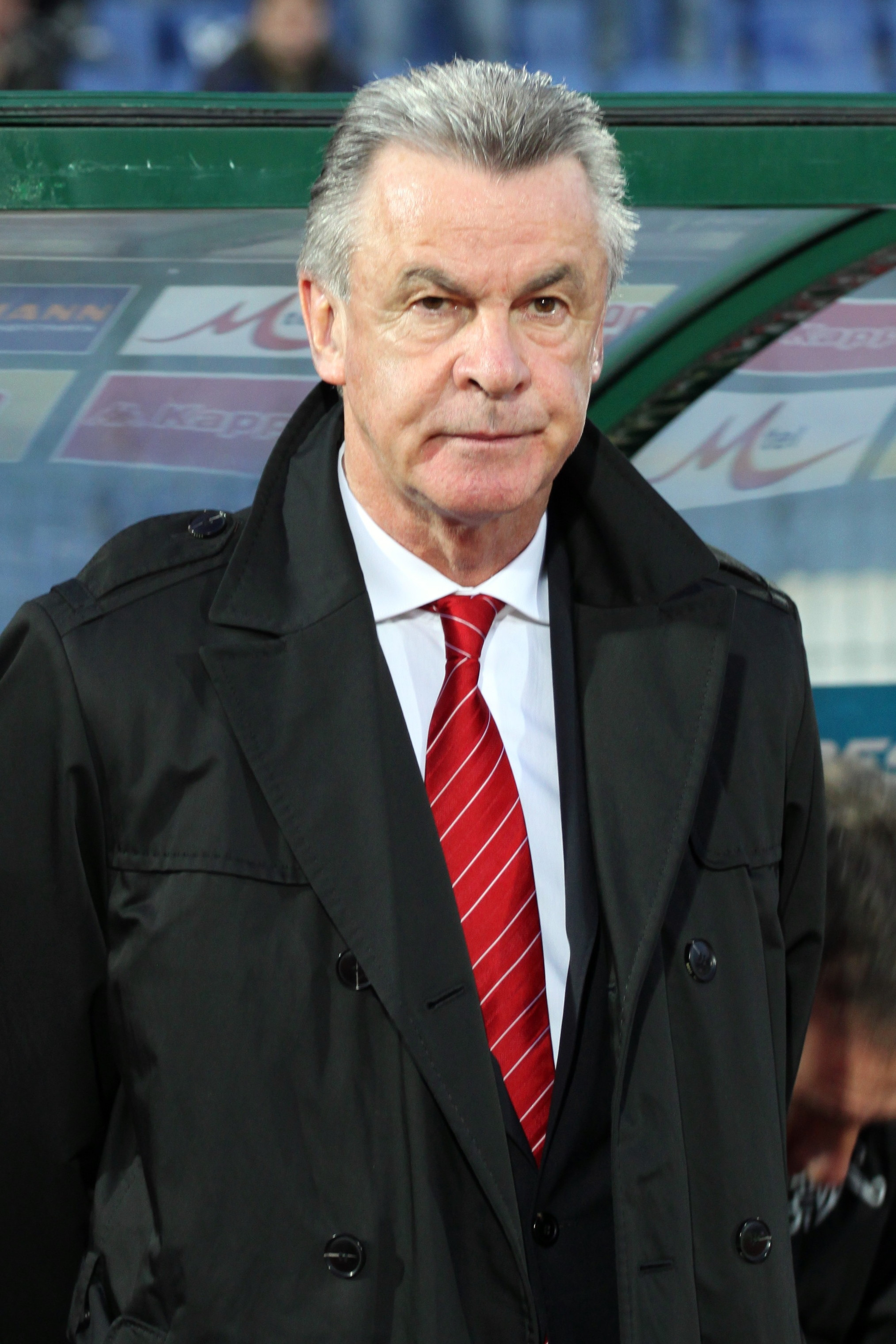
Ottmar Hitzfeld guida il Bayern Monaco alla conquista della UEFA Champions League 2000-2001, la quarta della storia del club

Nell'estate del 1998 viene ingaggiato l'allenatore Ottmar Hitzfeld, che nell'annata d'esordio vince la Coppa di Lega (4-0 in finale allo Stoccarda) e guida il Bayern alla sua sesta finale di UEFA Champions League, risoltasi con un epilogo imprevedibile che arride al Manchester Utd, in gol due volte nei minuti di recupero dopo che i tedeschi erano stati in vantaggio fino al novantesimo. In questa stagione la squadra ha comunque messo in bacheca il titolo tedesco e lo stesso fa nella successiva, superando il Bayer Leverkusen all'ultima giornata grazie a una migliore differenza reti. La stagione 2000-2001 è memorabile: il Bayern mette in bacheca il diciassettesimo titolo tedesco e, per la quarta volta, la UEFA Champions League, battendo in finale il Valencia ai tiri di rigore, con il portiere Kahn che riesce a parare il tiro di Mauricio Pellegrino. Persa la Supercoppa UEFA contro il Liverpool, nel 2001 il club di Monaco di Baviera vince per la seconda volta la Coppa Intercontinentale sconfiggendo il Boca Juniors. Il Bayern ottiene poi il double campionato-coppa nazionale nel 2002-2003, con Giovane Élber capocannoniere della Bundesliga. Nell'ultima stagione di Hitzfeld, con in squadra il nuovo acquisto Roy Makaay, i bavaresi terminano al secondo posto il campionato.

#### I successi interni (2004-2008)

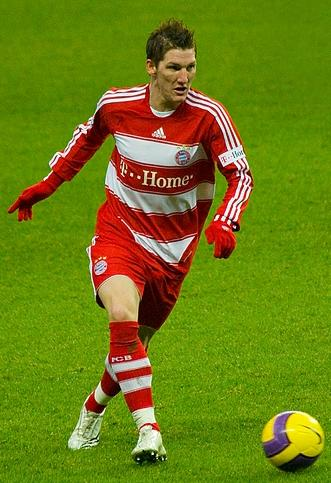
Bastian Schweinsteiger nel 2007

Segue la gestione di Felix Magath, che centra due double campionato-Coppa di Germania nel 2004-2005 e nel 2005-2006, la prima in cui la squadra è di scena nella nuova Allianz Arena, ma in UEFA Champions League il massimo traguardo raggiunto sono i quarti di finale. Il rientrante Hitzfeld conduce i bavaresi al quarto posto in Bundesliga nel 2006-2007, mentre è il Milan di Carlo Ancelotti, e ancora ai quarti di finale, a eliminare i tedeschi dalla UEFA Champions League.

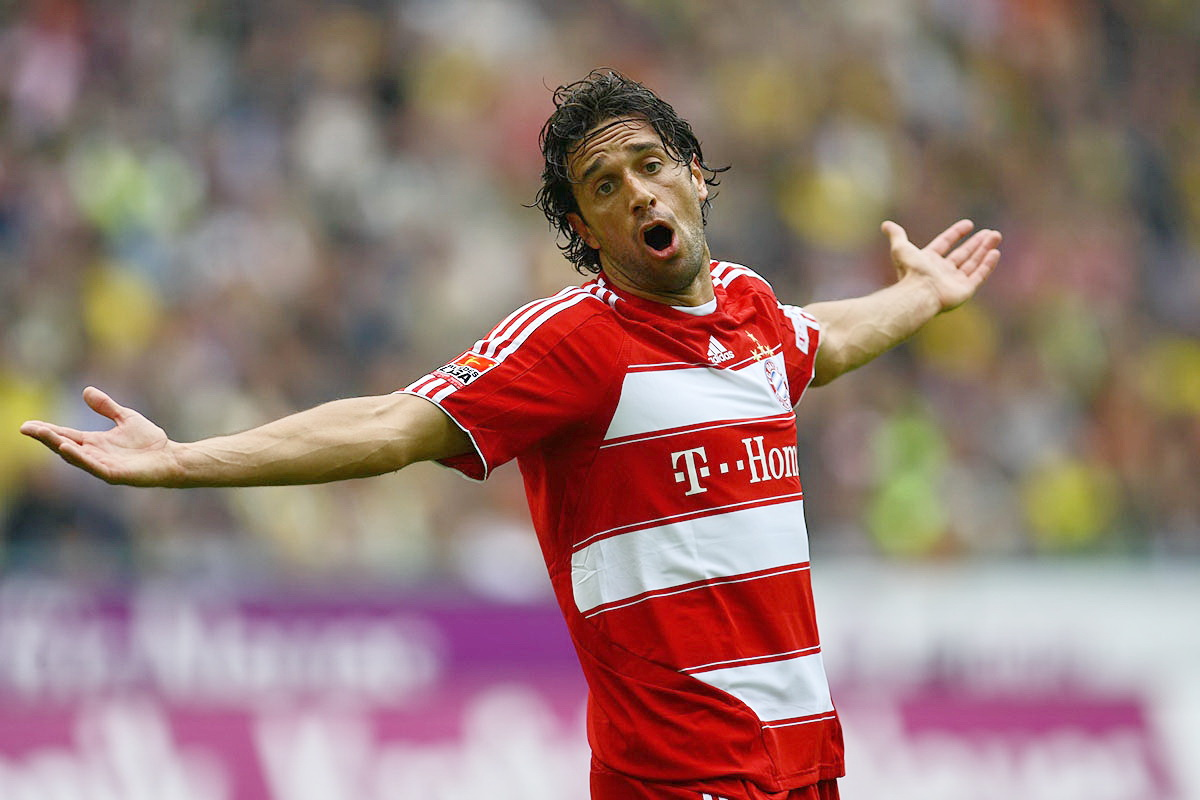
Luca Toni nel 2008

Nell'estate del 2007 la dirigenza conclude alcuni acquisti importanti, tra i quali quelli di Luca Toni, Franck Ribéry e Miroslav Klose, e il Bayern si aggiudica sia la coppa nazionale sia il campionato, oltre a raggiungere le semifinali della Coppa UEFA. È l'ultimo trofeo vinto da Oliver Kahn, mentre l'italiano Toni, con 24 gol realizzati, si aggiudica il titolo di capocannoniere della Bundesliga.

### Anni di alterne fortune (2008-2011)
Nella stagione 2008-2009 l'allenatore è Jürgen Klinsmann. Sotto la sua guida, i bavaresi vincono complessivamente 12-1 contro lo Sporting Lisbona negli ottavi della Champions League, stabilendo tra l'altro il maggior scarto nei turni ad eliminazione diretta della manifestazione, ma sono eliminati nel turno successivo dal Barcellona dopo aver subito un altro 4-0 esterno. Anche nella Coppa di Germania il Bayern viene eliminato ai quarti, mentre Klinsmann è esonerato il 27 aprile, in seguito alla sconfitta casalinga contro lo Schalke 04 subita in Bundesliga. Qui la squadra si trova in terza posizione, e viene condotta al secondo posto finale da Jupp Heynckes.
Nell'estate 2009 la società assume Louis van Gaal come allenatore, e ingaggia tra gli altri Arjen Robben; viene anche acquistato Mario Gómez, tuttavia il tecnico olandese dichiara che l'ingente spesa (trenta milioni) non era necessaria per il suo progetto. In dicembre i tedeschi vincono 4-1 in casa della Juventus e si guadagnano la qualificazione alla fase ad eliminazione diretta della Champions League, dove eliminano prima la Fiorentina poi il Manchester Utd, entrambe grazie alla regola dei gol fuori casa. Viene poi sconfitto anche il Olympique Lione, e arriva così la qualificazione all'ottava finale, che si gioca il 22 maggio a Madrid contro l'Inter. Per i due club conquistare la coppa significa anche centrare il treble: entrambi hanno infatti già vinto sia il campionato che la coppa nazionale. A riuscire nell'impresa sono però i nerazzurri, che vincono l'incontro grazie alla doppietta di Diego Milito, autore di un gol per tempo. Nella stagione successiva il Bayern non può inizialmente far affidamento su Robben, che è vittima di un infortunio, e in campionato la squadra chiude il girone di andata al quinto posto, a quattordici punti di distanza dalla capolista Borussia Dortmund. In gennaio il capitano Mark van Bommel viene ceduto al Milan, mentre negli ottavi della Champions League i tedeschi ritrovano l'Inter, e sono nuovamente sconfitti. Il 10 aprile van Gaal viene esonerato, e viene sostituito fino alla fine della stagione da Andries Jonker; i bavaresi vengono condotti al terzo posto in campionato.

### Un'era di successi nazionali e internazionali (2011-presente)

#### La gestione Heynckes e iltrebledel 2013

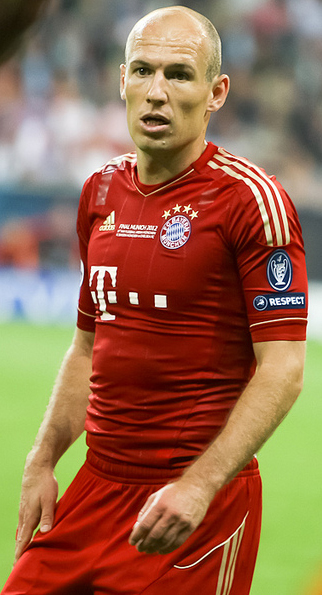
Arjen Robben ha vinto la UEFA Champions League 2012-2013 siglando un gol in finale

Passato per la terza volta al tecnico Jupp Heynckes, nel 2011-2012 il Bayern raggiunge per la nona volta la finale della UEFA Champions League, ma la perde nello stadio di casa ai tiri di rigore contro gli inglesi del Chelsea. L'annata si chiude senza titoli, dato che i bavaresi vengono superati dal Borussia Dortmund sia in campionato (dove chiudono secondi) sia nella coppa nazionale, dove vengono battuti in finale dai gialloneri. La situazione si inverte, però, nella stagione successiva, in cui il Bayern ha la meglio sui rivali nella Supercoppa nazionale, in Bundesliga, vincendo il titolo con il record di punti, vittorie, punti di distacco dalla seconda e turni di anticipo per la conquista aritmetica del titolo (il ventitreesimo), e in UEFA Champions League, dove giunge in finale per la terza volta in quattro anni e, a Wembley, sconfigge la squadra di Dortmund per 2-1 (gol di Mandžukić e Robben), mettendo in bacheca il trofeo per la quinta volta. I rossi si aggiudicano anche la Coppa di Germania battendo in finale lo Stoccarda e centrano così lo storico treble.

#### Undici titoli nazionali di fila, la Champions del 2020 e ilsextuple

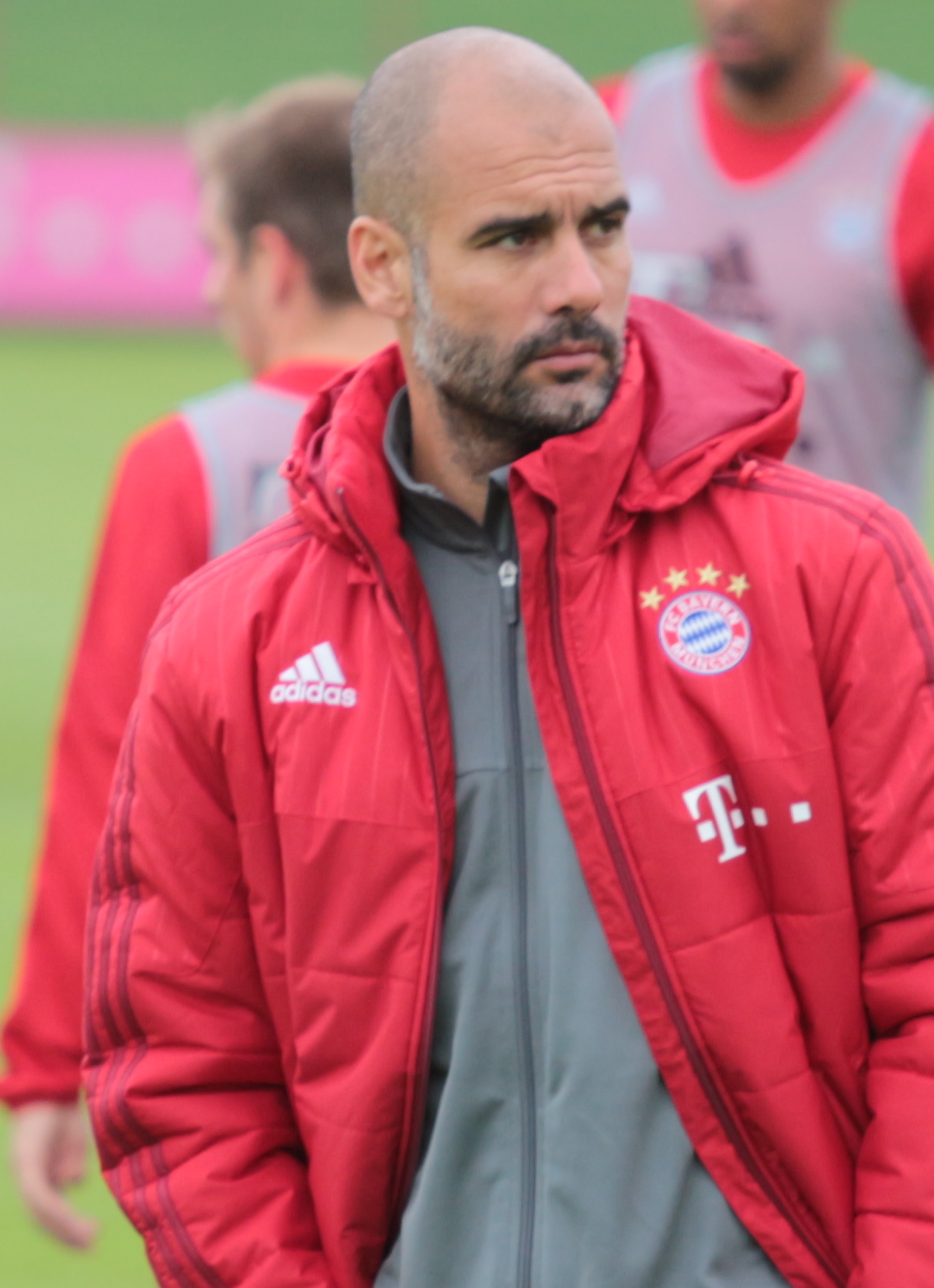
Josep Guardiola, alla guida del Bayern dal 2013 al 2016.

A Jupp Heynckes subentra lo spagnolo Josep Guardiola, che vince, prime volte nella storia del club tedesco, la Supercoppa europea (l'unica coppa confederale che ancora mancava nel palmarès della squadra), battendo ai tiri di rigore il Chelsea all'Eden Aréna di Praga, e la Coppa del mondo per club FIFA, battendo il Raja Casablanca nella finale allo stadio di Marrakech. La stagione vede i bavaresi conquistare pure il ventiquattresimo titolo nazionale, con sette giornate d'anticipo e numerosi record, e la diciassettesima Coppa di Germania. Nelle due stagioni successive i bavaresi vincono altrettanti titoli di Bundesliga, arrivando così al record di quattro successi consecutivi nella manifestazione, e la Coppa di Germania 2015-2016. In Champions la squadra di Guardiola si ferma sempre in semifinale, per tre stagioni di fila.
Al tecnico iberico subentra l'italiano Carlo Ancelotti, che vince la Supercoppa di Germania e il quinto titolo tedesco consecutivo, con tre giornate di anticipo, nel 2016-2017 e la Supercoppa di Germania del 2017, ma nel settembre dello stesso anno viene esonerato in seguito ad un avvio non brillante in campionato e a una sconfitta in Champions. All'allenatore italiano subentra qualche giorno più tardi il rientrante Jupp Heynckes, che guida i suoi alla vittoria del ventottesimo titolo nazionale, il sesto consecutivo, e alla finale della Coppa di Germania, persa contro l'Eintracht Francoforte di Niko Kovač, che raccoglie il testimone di Heynckes sulla panchina del Bayern.
La stagione 2018-2019, l'ultima al Bayern per Franck Ribéry e Arjen Robben, si apre con la vittoria della Supercoppa di Germania e si chiude con quella del ventinovesimo titolo nazionale, il settimo di fila, e della Coppa di Germania (3-0 in finale all'RB Lipsia), per un treble di trofei nazionali che mancava da sei anni. A Kovač, esonerato durante la stagione 2019-2020, subentra Hans-Dieter Flick, che conduce i bavaresi alla vittoria del trentesimo titolo, ottavo consecutivo, con due giornate di anticipo rispetto alla fine del torneo, alla conquista della Coppa di Germania e della UEFA Champions League, ottenuta battendo in finale il PSG per 1-0 e centrando così il secondo treble; il club bavarese diviene l'unica squadra capace di vincere tutte le partite di Champions giocate in una sola stagione (seppure facilitata dal minor numero di partite disputate per via della pandemia di COVID-19).
L'annata seguente si apre con le vittorie della Supercoppa UEFA e della Supercoppa di Germania, mentre nel febbraio 2021, a suggello di un 2020 memorabile, il club si aggiudica per la seconda volta la Coppa del mondo per club, completando il sextuple. Alla fine della stagione la squadra vince il titolo nazionale per la trentunesima volta. I successi proseguono nell'annata seguente sotto la guida di Julian Nagelsmann, con un altro titolo nazionale, e nella stagione 2022-2023, con la vittoria dell'undicesimo titolo nazionale di fila sotto la guida del subentrato Thomas Tuchel. Nel 2023-2024 il Bayern chiude la stagione senza vincere alcun trofeo, per la prima volta dal 2011-2012, mentre nella stagione successiva torna subito a vincere il campionato.

## Colori e simboli

### Colori
I colori tradizionali del Bayern sono il rosso e il bianco, la cui preminenza sulle divise ha variato spesso nel corso della storia. Anche il blu è stato ripetutamente utilizzato.
Ciononostante, agli albori del club, il Bayern giocò originariamente in tenute bianco-azzurre, prima e caratterizzate da maglia bianca e calzoncini neri fino al 1905, quando la squadra si unì al Münchner Sport Club, il quale stabilì che si dovesse giocare in calzoncini rossi. Per gran parte della prima fase della propria storia, il Bayern indossò divise casalinghe rosse o amaranto. Nella stagione 1968-69 il Bayern cambiò radicalmente il suo aspetto in campo, scegliendo un completo a strisce rosso-blu con calzettoni e pantaloncini blu. Tra il 1969 ed il 1973, invece, scese in campo con maglia sempre a strisce verticali, ma bianco-rosse. Nel 1973-74 la squadra indossò un completo bianco con una banda verticale rosso-blu laterale. Dal 1974 si scelse di tornare al completo tradizionale e da allora il Bayern ha per la maggior parte dei casi utilizzato divise rosse con dettagli più o meno marcati bianchi o più raramente blu. Nel biennio 1995-97 si è tornati dopo poco meno di trent'anni alla maglia rosso-blu a strisce, riadottata anche nel 2014-15. La divisa più lontana dalla tradizione del club fu quella proposta da Adidas nel 1997, un completo blu notte con una vistosa banda orizzontale rossa sulla maglia. Meno lontana dalla tradizione, ma comunque particolare, fu la divisa Rotwein (vino rosso) scelta per le partite di Bundesliga tra il 2001 e 2003 e per la Champions League 2006-07, in riferimento alle scelte cromatiche a volte avvenute prima degli anni '60.
Le divise da trasferta sfoggiate dal club sono state dei colori più svariati, anche perché quella casalinga ha subito vari stravolgimenti nel tempo. Il colore più usato è stato il bianco, ma non sono mancate maglie nere, blu, verde-oro. Sono state adottate anche divise apposite per le campagne europee (una notissima grigio-amaranto, con cui la squadra perse la finale di Champions League nel 1998-99).
Negli anni '80 e '90 il Bayern era solito indossare una maglia speciale da trasferta contro il Kaiserslautern, con i colori della nazionale brasiliana, giallo e blu, proposta per scaramanzia dovuta al fatto che la squadra della Renania-Palatinato fosse la "bestia nera" dei bavaresi, che difficilmente riuscivano a vincere nel loro stadio.

### Simboli ufficiali

#### Stemma
Il simbolo del Bayern Monaco presenta al centro dei diamanti azzurri e bianchi; questi richiamano la bandiera della Baviera (Bayern in tedesco), e sono contenuti da un anello rosso su cui c'è la scritta "FC Bayern München".
Questo stemma è stato però adottato in una forma molto simile all'attuale solo a partire dal 1970: inizialmente era infatti composto dalle lettere F, B, C e M tra loro sovrapposte, mentre la bandiera della Baviera comincia a comparire dal 1961.

#### Inno
L'inno della squadra si chiama Stern des Südens (Stella del Sud); è stato composto nel 1998 da Willy Astor.

#### Mascotte
La mascotte ufficiale della squadra è l'orso Berni.

## Strutture

### Stadio

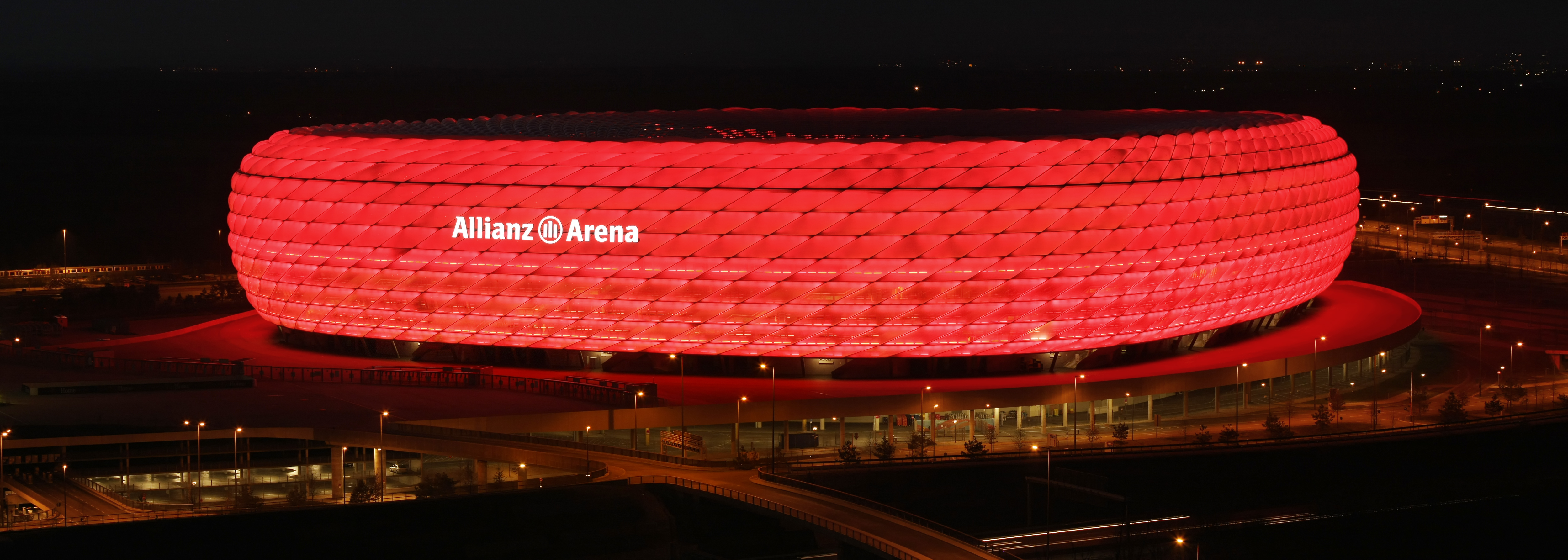
L'Allianz Arena, inaugurata nel 2005, è uno degli stadi più moderni del mondo

Nei primi anni di vita il Bayern inizia a giocare in un campo da gioco situato nei pressi della Karl-Theodor-Straße, poi si trasferisce in un altro sulla Leopoldstraße, sempre a Monaco; quest'ultimo poteva contenere fino a 8 000 spettatori.
A partire dal 1926 il Bayern si trasferisce nel Grünwalder Stadion, che è situato nella periferia meridionale della città. L'impianto, costruito dal Monaco 1860 nel 1911, viene danneggiato durante la seconda guerra mondiale e ricostruito totalmente nel 1948. Nel 1972 la squadra si trasferisce poi nel nuovo Olympiastadion, impianto che viene edificato dall'amministrazione cittadina per ospitare i Giochi della XX Olimpiade che si tengono proprio in questo anno in città. È dotato di una buona capienza, tanto che viene utilizzato anche per ospitare le finali dei Mondiali del 1974 e degli Europei del 1988, oltre ad altre partite di queste manifestazioni; è anche sede di tre finali di Coppa dei Campioni - Champions League e dei campionati europei di atletica leggera 2002.
Nel 2002 il Bayern e il Monaco 1860 iniziano ad edificare un nuovo stadio, la modernissima Allianz Arena, che sorge invece nella parte nord della città. L'impianto è agibile dalla stagione 2005-06, e vanta una capacità di 69 900 persone; è una costruzione ultratecnologica, capace di illuminarsi all'esterno con i colori della squadra di casa, e che, data la sua forma viene soprannominata Schlauchboot, gommone. La prima rete segnata in questo stadio è stata di Owen Hargreaves il 5 agosto 2005 nella partita Bayern - Borussia Mönchengladbach.
Il Monaco 1860, che era inizialmente comproprietario dell'impianto, ha venduto le sue quote dello stadio al Bayern Monaco per 11 milioni di euro nell'aprile del 2006 a seguito di gravi difficoltà economiche. Tuttavia i due club si sono accordati affinché il Monaco 1860 potesse continuare a giocare nell'impianto.
Nelle competizioni europee il Bayern Monaco ha perso soltanto sette partite in questo stadio negli anni che vanno dal 2005 al 2013: sei nella Champions League (Bayern-Milan 0-2 nei quarti di finale l'11 aprile 2007, Bayern-Bordeaux 0-2 nei gironi il 3 novembre 2009, Bayern-Inter 2-3 negli ottavi di finale il 15 marzo 2011, nella finale Bayern-Chelsea del 19 maggio 2012, Bayern-Arsenal 0-2 negli ottavi di finale il 13 marzo 2013 e in Bayern-Manchester City 2-3 nella fase a gironi il 10 dicembre 2013), e una nella Coppa UEFA (Bayern-Anderlecht 1-2 negli ottavi di finale il 12 marzo 2008).

### Centro di allenamento

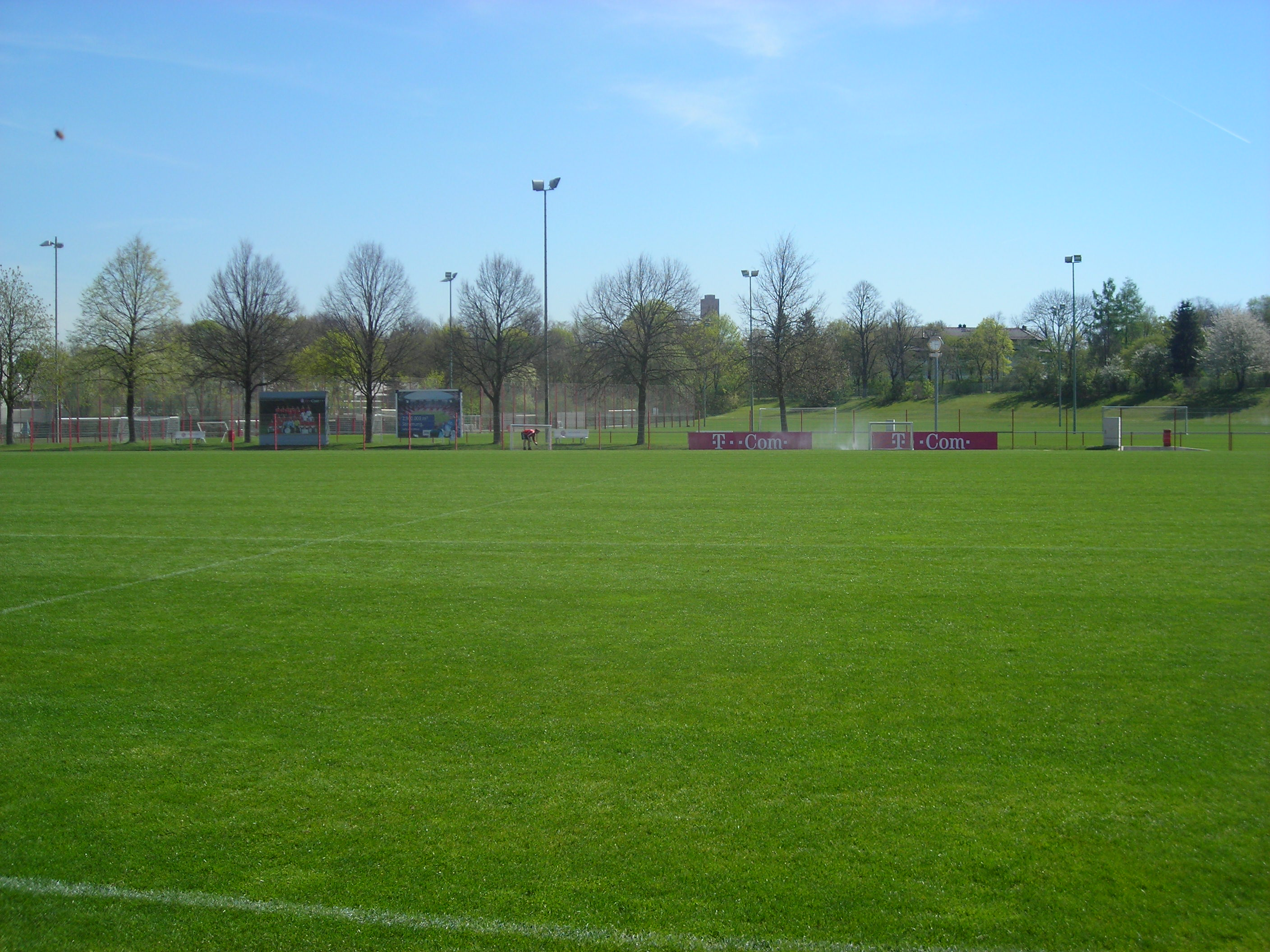
Vista parziale

La società dispone di un centro di allenamento che occupa una superficie di 80 000 metri quadrati. Ospita cinque campi da gioco e una palestra, e viene usato sia dalla prima squadra che dalle formazioni giovanili.

## Società

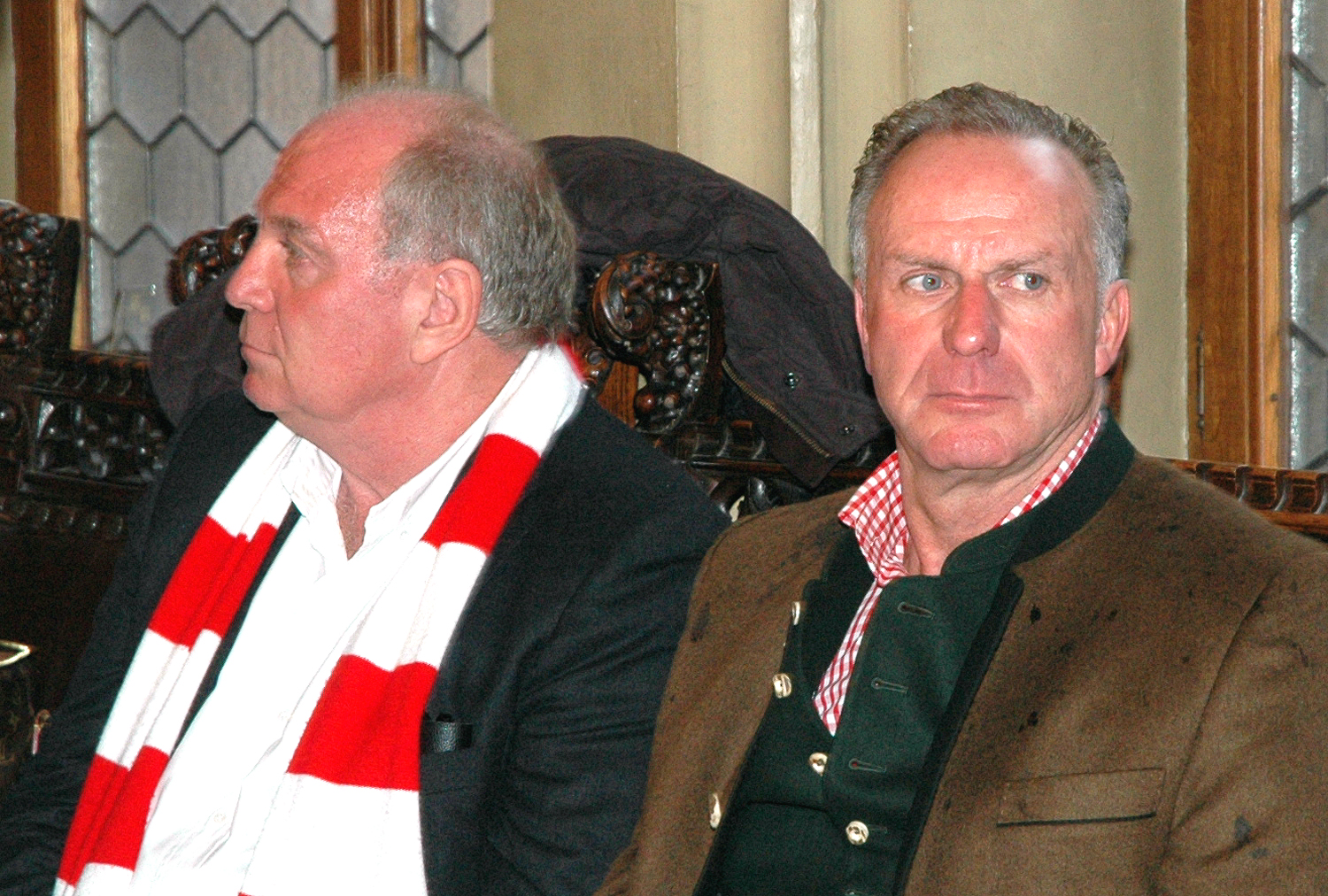
Karl-Heinz Rummenigge (a destra) con Uli Hoeneß

Il Bayern è una società posseduta da soli privati. La squadra professionistica di calcio è gestita dal FC Bayern München AG, le cui quote azionarie sono state ridefinite nel febbraio 2014, a seguito dell'ingresso in società della Allianz, già partner del club e titolare dei diritti di denominazione sullo stadio (poi estesi con diritto d'opzione sino al 2041): il 75% è detenuto dalla casa madre, FC Bayern München e. V. (e. V. è il diminutivo di Eingetragener Verein), mentre un 8,33% ciascuno è di proprietà della Adidas, maggiore sponsor del club e fornitore tecnico, di Audi e, appunto, della Allianz, che per entrare in possesso di tale quota ha versato nelle casse della AG 110 milioni di euro (una cifra superiore ai 77 milioni versati dalla Adidas nel 2002 e ai 90 milioni versati da Audi nel 2009 per ottenere allora il 9,1% ciascuna), finanziando, soprattutto, l'estinzione delle obbligazioni ancora insistenti sulla Allianz Arena. Principali sponsor sono la Deutsche Telekom, l'Audi, la Siemens, la Lufthansa, la Coca-Cola e la Paulaner, anch'essa bavarese (al pari di Adidas, Allianz e Audi).
Il Presidente della società madre è Herbert Hainer, il quale è anche membro del consiglio d'amministrazione della AG, mentre Uli Hoeneß è presidente onorario. Il CEO della AG è Jan-Christian Dreesen.

### Organigramma societario
| FCB Consiglio d'amministrazione Fonte: Sito ufficiale. - Herbert Hainer - Presidente - Uli Hoeneß - Presidente onorario e membro del cda - Dieter Mayer - Membro del cda - Werner Zedelius - Membro del cda - Thorsten Langheim - Membro del cda - Jan Heinemann - Membro del cda - Edmund Stoiber - Membro del cda - Gernot Döllner- Membro del cda - Karl-Heinz Rummenigge - Membro del cda | FCB AG Fonte: Sito ufficiale. - Jan-Christian Dreesen - Amministratore delegato - Max Eberl - Membro del cda e direttore sportivo - Michael Diederich - Membro del cda - Christoph Freund - Direttore Sportivo (non membro cda) |

### Impegno nel sociale
Dal 2005 è attiva la "FC Bayern –Hilfe e.V.".

### Settore giovanile

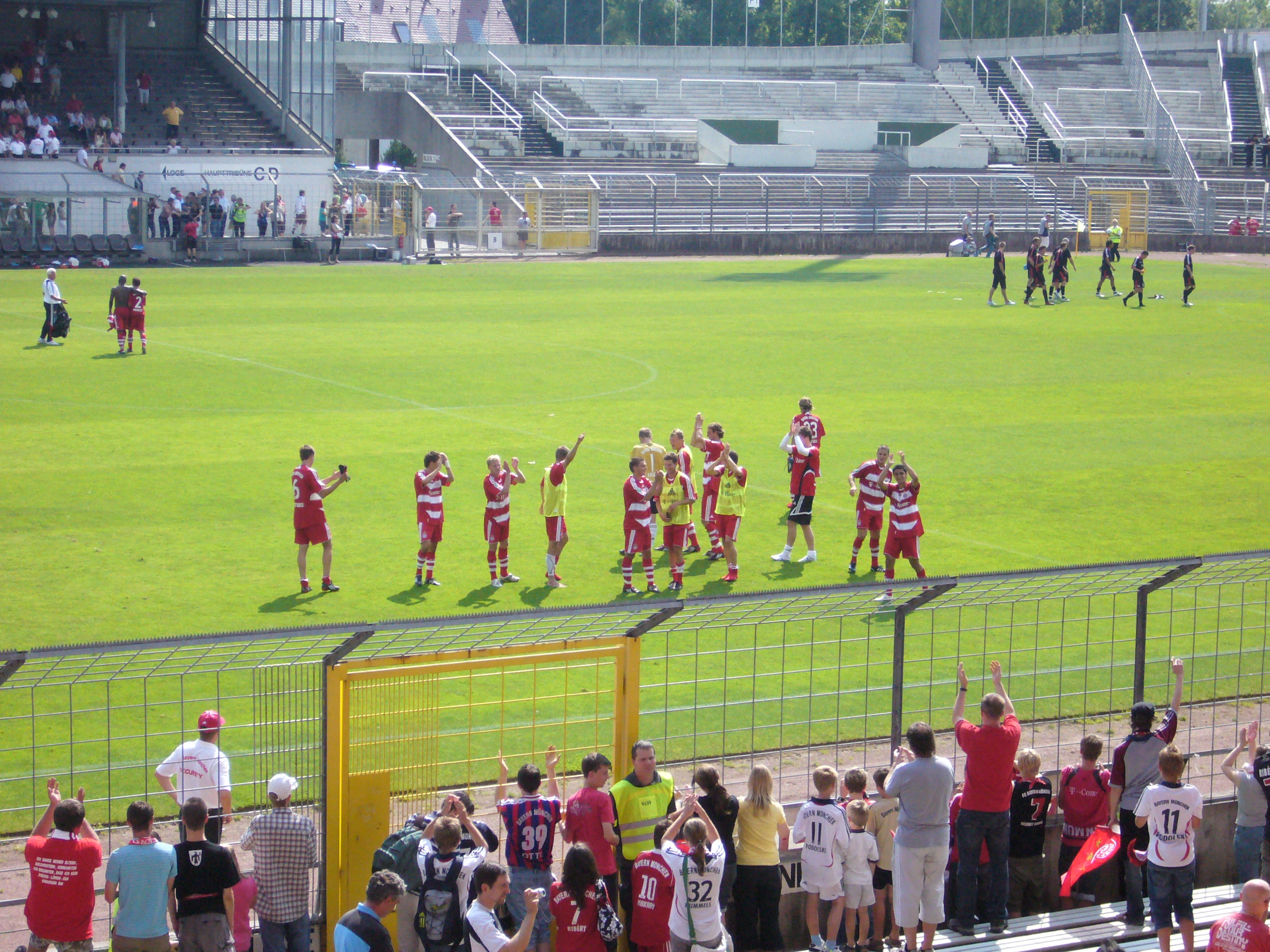
La seconda squadra

Al pari di molte altre compagini tedesche il Bayern Monaco, oltre alle squadre giovanili ha una seconda squadra, il Fußball-Club Bayern München II; nella stagione 2014-2015 milita in Regionalliga Bayern, una delle cinque divisioni del quarto livello del campionato tedesco di calcio. Gioca le partite nel Grünwalder Stadion, impianto in passato utilizzato dalla prima squadra tra il 1926 e il 1972.
Per quanto riguarda il settore giovanile, la società è dotata di un proprio centro giovanile che ospita i giocatori; tra quelli che ci hanno vissuto figurano Holger Badstuber, Bastian Schweinsteiger, Owen Hargreaves, Piotr Trochowski e Samuel Kuffour.

## Allenatori e presidenti

### Allenatori
Di seguito la lista degli allenatori del Bayern Monaco dal 1900 ad oggi
- 1902 - 1905  Willem Hesselink
- 1907 - 1908  Thomas Taylor
- 1908 - 1909  Dr. Georg Hoer
- 1911 - 1912  Charles Griffiths
- 1913 - 1914  William Townley
- 1919 - 1921  William Townley
- 1921  Izidor Kürschner
- 1924 - 1926  James Mac Pherson Jr.
- 1927 - 1928  Leo Weisz
- 1928 - 1930  Kálmán Konrád
- 1930 - 1933  Richard Dombi
- 1933 - 1934  Hans Tauchert
- 1934 - 1935  Ludwig Hofmann
- 1936 - 1937  Richard Michalke
- 1937 - 1938  Heinz Körner
- 1938 - 1943  Ludwig Goldbrunner
- 1943 - 1945  Konrad Heidkamp
- 1945  Alfréd Schaffer
- 1946  Richard Högg
- 1946 - 1947  Josef Pöttinger
- 1947 - 1948  Franz Dietl
- 1948 - 1950  Alv Riemke
- 1950  David Davison
- 1951  Herbert Moll  Konrad Heidkamp
- 1951 - 1953  Max Schäfer
- 1953 - 1954  Georg Bayerer
- 1954 - 1955  Georg Knöpfle
- 1955  Jakob Streitle
- 1956 - 1957  Willibald Hahn
- 1957 - 1958  Herbert Moll
- 1958 - 1961  Adolf Patek
- 1961 - 1963  Helmut Schneider
- 1963  Herbert Erhardt
- 1963 - 1968  Zlatko Čajkovski
- 1968 - 1969  Branko Zebec
- 1969 - 1970  Branko Zebec (1 lug.-13 mar.)
 Udo Lattek (14 mar.-30 giu.)
- 1970 - 1974  Udo Lattek
- 1974 - 1975  Udo Lattek (1 lug.-2 gen.)
 Dettmar Cramer (16 gen.-30 giu.)
- 1975 - 1977  Dettmar Cramer
- 1977 - 1978  Dettmar Cramer (1 lug.-30 nov.)
 Gyula Lóránt (2 dic.-30 giu.)
- 1978 - 1979  Gyula Lóránt (1 lug.-28 feb.)
 Pál Csernai (1 mar.-30 giu.)
- 1979 - 1982  Pál Csernai
- 1982 - 1983  Pál Csernai (1 lug.-16 mag.)
 Reinhard Saftig (17 mag.-30 giu.)
- 1983 - 1987  Udo Lattek
- 1987 - 1991  Jupp Heynckes
- 1991 - 1992  Jupp Heynckes (1 lug.-8 ott.)
 Søren Lerby (9 ott.-10 mar.)
 Erich Ribbeck (11 mar.-30 giu.)
- 1992 - 1993  Erich Ribbeck
- 1993 - 1994  Erich Ribbeck (1 lug.-27 dic.)
 Franz Beckenbauer (28 dic.-30 giu.)
- 1994 - 1995  Giovanni Trapattoni
- 1995 - 1996  Otto Rehhagel (1 lug.-27 apr.)
 Franz Beckenbauer (29 apr.-30 giu.)
- 1996 - 1998  Giovanni Trapattoni
- 1998 - 2004  Ottmar Hitzfeld
- 2004 - 2006  Felix Magath
- 2006 - 2007  Felix Magath (1 lug.-31 gen.)
 Ottmar Hitzfeld (1 feb.-30 giu.)
- 2007 - 2008  Ottmar Hitzfeld
- 2008 - 2009  Jürgen Klinsmann (1 lug.-27 apr.)
 Jupp Heynckes (28 apr.-30 giu.)
- 2009 - 2010  Louis van Gaal
- 2010 - 2011  Louis van Gaal (1 lug.-9 apr.)
 Andries Jonker (10 apr.-30 giu.)
- 2011 - 2013  Jupp Heynckes
- 2013 - 2016  Josep Guardiola
- 2016 - 2017  Carlo Ancelotti
- 2017 - 2018  Carlo Ancelotti (1 lug.-28 set.)
 Willy Sagnol (29 set.-8 ott.)
 Jupp Heynckes (9 ott.-30 giu.)
- 2018 - 2019  Niko Kovač
- 2019 - 2020  Niko Kovač (1 lug.-3 nov.)
 Hans-Dieter Flick (3 nov.-30. giu.)
- 2020 - 2021  Hans-Dieter Flick
- 2021 - 2022  Julian Nagelsmann
- 2022 - 2023  Julian Nagelsmann (1 lug.-24 mar.)
 Thomas Tuchel (24 mar.-30 giu.)
- 2023 - 2024  Thomas Tuchel
- 2024-  Vincent Kompany

### Presidenti
Di seguito viene riportata la lista dei presidenti del Bayern Monaco dal 1900 ad oggi:
- 1900 - 1903: Franz John
- 1903 - 1906: Willem Hesselink
- 1906 - 1907: Kurt Müller
- 1907 - 1913: Angelo Knorr
- 1913 - 1914: Kurt Landauer
- 1914 - 1915: Fred Dunn
- 1915: Hans Tusch
- 1915: Fritz Meier
- 1915: Hans Bermühler
- 1916 - 1919: Fritz Meier
- 1919 - 1921: Kurt Landauer
- 1921 - 1922: Fred Dunn
- 1922 - 1933: Kurt Landauer
- 1933 - 1934: Siegfried Hermann
- 1934 - 1935: Karl-Heinz Oettinger
- 1935 - 1937: Richard Amesmeier
- 1937 - 1938: Franz Nußhardt
- 1938 - 1943: Franz Kellner
- 1943 - 1945: Josef Sauter
- 1945: Franz Xaver Heilmansseder
- 1945: Josef Bayer
- 1945 - 1947: Siegfried Herrmann
- 1947 - 1951: Kurt Landauer
- 1951 - 1953: Julius Scheuring
- 1953 - 1955: Adolf Fischer, Karli Wild, Hugo Theisinger
- 1955 - 1958: Alfred Reitlinger
- 1958 - 1962: Roland Endler
- 1962 - 1979: Wilhelm Neudecker
- 1979 - 1985: Willi O. Hoffmann
- 1985 - 1994: Fritz Scherer
- 1994 - 2009: Franz Beckenbauer
- 2009 - 2014: Uli Hoeneß
- 2014 - 2016: Karl Hopfner
- 2016 - 2019: Uli Hoeneß
- 2019 - : Herbert Hainer

## Calciatori

### Hall of Fame
Di seguito l'elenco dei giocatori inseriti nella "Hall of Fame" del club:
- Klaus Augenthaler (1976-1991)
- Franz Beckenbauer (1964-1977)
- Paul Breitner (1970-1974, 1978-1983)
- Stefan Effenberg (1990-1992, 1998-2002)
- Giovane Élber (1997-2003)
- Konrad Heidkamp (1928-1937)
- Uli Hoeneß (1970-1978)
- Oliver Kahn (1994-2008)
- Bixente Lizarazu (1997-2004, 2005-2006)

- Sepp Maier (1962-1979)
- Lothar Matthäus (1984-1988, 1992-2000)
- Gerd Müller (1964-1979)
- Franz Roth (1966-1978)
- Karl-Heinz Rummenigge (1974-1984)
- Katsche Schwarzenbeck (1966-1981)
- Mehmet Scholl (1992-2007)
- Luca Toni (2007-2010)
- Philipp Lahm (2005-2017)

### Maglie ritirate
Il Bayern Monaco, su proposta di Herbert Hainer, ha ritirato la maglia numero 5 in seguito alla morte del presidente ed ex bandiera bavarese Franz Beckenbauer, scomparso il 7 gennaio 2024. Il 5 era, infatti, il numero che l'aveva caratterizzato durante tutta la carriera. L'ultimo possessore di tale numero è stato Matthijs de Ligt.

### Capitani
Di seguito l'elenco dei capitani del Bayern Monaco dal 1965 a oggi, con il periodo in cui hanno portato la fascia.
- Adolf Kunstwadl (1965)
- Werner Olk (1965-1970)
- Franz Beckenbauer (1970-1977)
- Sepp Maier (1977-1979)
- Gerd Müller (1979)
- Katsche Schwarzenbeck (1979-1980)
- Paul Breitner (1980-1983)
- Karl-Heinz Rummenigge (1983-1984)
- Klaus Augenthaler (1984-1991)

- Raimond Aumann (1991-1994)
- Lothar Matthäus (1994-1997)
- Thomas Helmer (1997-1999)
- Stefan Effenberg (1999-2002)
- Oliver Kahn (2002-2008)
- Mark van Bommel (2008-2011)
- Philipp Lahm (2011-2017)
- Manuel Neuer (2017-)

### Vincitori di titoli
Campioni del mondo
Di seguito l'elenco dei giocatori che hanno vinto il campionato mondiale di calcio durante il periodo di militanza nel Bayern Monaco. Con 24 giocatori, il Bayern Monaco è al secondo posto dietro la Juventus (27). Considerando solo i calciatori campioni del mondo con la Nazionale Tedesca, è a quota 21 calciatori.
- Hans Bauer (Svizzera 1954)
- Sepp Maier (Germania Ovest 1974)
- Franz Beckenbauer (Germania Ovest 1974)
- Paul Breitner (Germania Ovest 1974)
- Katsche Schwarzenbeck (Germania Ovest 1974)
- Gerd Müller (Germania Ovest 1974)
- Uli Hoeneß (Germania Ovest 1974)
- Jupp Kapellmann (Germania Ovest 1974)
- Stefan Reuter (Italia 1990)
- Jürgen Kohler (Italia 1990)
- Klaus Augenthaler (Italia 1990)
- Raimond Aumann (Italia 1990)

- Hans Pflügler (Italia 1990)
- Olaf Thon (Italia 1990)
- Jorginho (Stati Uniti 1994)
- Bixente Lizarazu (Francia 1998)
- Manuel Neuer (Brasile 2014)
- Bastian Schweinsteiger (Brasile 2014)
- Thomas Müller (Brasile 2014)
- Philipp Lahm (Brasile 2014)
- Toni Kroos (Brasile 2014)
- Mario Götze (Brasile 2014)
- Jérôme Boateng (Brasile 2014)
- Corentin Tolisso (Russia 2018)

Campioni d'Europa
- Karl-Heinz Rummenigge (Italia 1980)
- Walter Junghans (Italia 1980)
- Brian Laudrup (Svezia 1992)
- Oliver Kahn (Inghilterra 1996)
- Thomas Helmer (Inghilterra 1996)
- Markus Babbel (Inghilterra 1996)
- Mehmet Scholl (Inghilterra 1996)
- Christian Ziege (Inghilterra 1996)
- Thomas Strunz (Inghilterra 1996)
- Jürgen Klinsmann (Inghilterra 1996)

Campioni del Sudamerica
- Arturo Vidal (USA 2016)

Vincitori della UEFA Nations League
- João Palhinha (Germania 2025)

### Premi individuali dei giocatori
Tre giocatori del Bayern Monaco hanno ricevuto il Pallone d'oro, per un totale di cinque volte: Gerd Müller (1970), Franz Beckenbauer (1972 e 1976) e Karl-Heinz Rummenigge (1980 e 1981). Da notare inoltre che nel 1972 e nel 1981 anche al secondo posto è stato appannaggio di un giocatore del Bayern, rispettivamente Müller e Paul Breitner; inoltre Oliver Kahn è stato proclamato Miglior giocatore dei Mondiali al termine dei Mondiali del 2002 e Robert Lewandowski è stato votato The Best FIFA Men's Player nel 2020 e 2021.
| Premi                                          | Nome                   | Anno/i                             |
| ---------------------------------------------- | ---------------------- | ---------------------------------- |
| The Best FIFA Men's Player                     | Robert Lewandowski     | 2020, 2021                         |
| Pallone d'oro                                  | Gerd Müller            | 1970                               |
| Pallone d'oro                                  | Franz Beckenbauer      | 1972, 1976                         |
| Pallone d'oro                                  | Karl-Heinz Rummenigge  | 1980, 1981                         |
| Dream Team del Pallone d'oro                   | Franz Beckenbauer      | 2020                               |
| Dream Team del Pallone d'oro                   | Lothar Matthäus        | 2020                               |
| UEFA Best Player in Europe Award               | Franck Ribéry          | 2013                               |
| UEFA Best Player in Europe Award               | Robert Lewandowski     | 2020                               |
| UEFA Club Footballer of the Year               | Stefan Effenberg       | 2001                               |
| UEFA Club Football Awards - Miglior portiere   | Oliver Kahn            | 1999, 2000, 2001, 2002             |
| UEFA Club Football Awards - Miglior portiere   | Manuel Neuer           | 2020                               |
| UEFA Club Football Awards - Miglior difensore  | Joshua Kimmich         | 2020                               |
| UEFA Club Football Awards - Miglior attaccante | Robert Lewandowski     | 2020                               |
| Onze d'or                                      | Karl-Heinz Rummenigge  | 1980, 1981                         |
| Miglior giocatore dei Mondiali                 | Oliver Kahn            | 2002                               |
| Miglior portiere dei Mondiali                  | Oliver Kahn            | 2002                               |
| Miglior portiere dei Mondiali                  | Manuel Neuer           | 2014                               |
| Miglior giovane dei Mondiali                   | Franz Beckenbauer      | 1966                               |
| Miglior giovane dei Mondiali                   | Lukas Podolski         | 2006                               |
| Miglior giovane dei Mondiali                   | Thomas Müller          | 2010                               |
| FIFA World Cup All-Time Team                   | Franz Beckenbauer      | 1994                               |
| FIFA World Cup All-Time Team                   | Paul Breitner          | 1994                               |
| Miglior calciatore dell'anno IFFHS             | Robert Lewandowski     | 2020, 2021                         |
| Miglior portiere dell'anno IFFHS               | Jean-Marie Pfaff       | 1987                               |
| Miglior portiere dell'anno IFFHS               | Oliver Kahn            | 1999, 2001, 2002                   |
| Miglior portiere dell'anno IFFHS               | Manuel Neuer           | 2013, 2014, 2015, 2016, 2020       |
| Globe Soccer - Best Player Award               | Franck Ribéry          | 2013                               |
| Globe Soccer - Best Player Award               | Robert Lewandowski     | 2020                               |
| Calciatore asiatico dell'anno                  | Ali Daei               | 1999                               |
| Calciatore africano dell'anno                  | Sadio Mané             | 2022                               |
| Calciatore tedesco dell'anno                   | Gerd Müller            | 1967, 1969                         |
| Calciatore tedesco dell'anno                   | Franz Beckenbauer      | 1966, 1968, 1974, 1976             |
| Calciatore tedesco dell'anno                   | Sepp Maier             | 1975, 1977, 1978                   |
| Calciatore tedesco dell'anno                   | Karl-Heinz Rummenigge  | 1980                               |
| Calciatore tedesco dell'anno                   | Paul Breitner          | 1981                               |
| Calciatore tedesco dell'anno                   | Lothar Matthäus        | 1999                               |
| Calciatore tedesco dell'anno                   | Oliver Kahn            | 2000, 2001                         |
| Calciatore tedesco dell'anno                   | Michael Ballack        | 2003, 2005                         |
| Calciatore tedesco dell'anno                   | Franck Ribéry          | 2008                               |
| Calciatore tedesco dell'anno                   | Arjen Robben           | 2010                               |
| Calciatore tedesco dell'anno                   | Bastian Schweinsteiger | 2013                               |
| Calciatore tedesco dell'anno                   | Manuel Neuer           | 2014                               |
| Calciatore tedesco dell'anno                   | Jérôme Boateng         | 2016                               |
| Calciatore tedesco dell'anno                   | Philipp Lahm           | 2017                               |
| Calciatore tedesco dell'anno                   | Robert Lewandowski     | 2020, 2021                         |
| Calciatore danese dell'anno                    | Brian Laudrup          | 1992                               |
| Calciatore ghanese dell'anno                   | Samuel Kuffour         | 1998, 1999, 2001                   |
| BBC African Footballer of the Year             | Samuel Kuffour         | 2001                               |
| Calciatore paraguaiano dell'anno               | Roque Santa Cruz       | 1999                               |
| Guldbollen                                     | Patrik Andersson       | 2001                               |
| England Player of the Year                     | Owen Hargreaves        | 2006                               |
| Calciatore francese dell'anno                  | Franck Ribéry          | 2008, 2013                         |
| Calciatore croato dell'anno                    | Ivica Olić             | 2009, 2010                         |
| Calciatore croato dell'anno                    | Mario Mandžukić        | 2012                               |
| Calciatore austriaco dell'anno                 | David Alaba            | 2011, 2012, 2013, 2014, 2015, 2016 |
| Calciatore polacco dell'anno                   | Robert Lewandowski     | 2014, 2015, 2016, 2017, 2019, 2020 |
| Trofeo Bravo                                   | Owen Hargreaves        | 2001                               |
| Trofeo Bravo                                   | Thomas Müller          | 2010                               |
| European Golden Boy                            | Renato Sanches         | 2016                               |

### Altri riconoscimenti individuali
Gerd Müller ha vinto per due volte la Scarpa d'oro quale miglior marcatore europeo: nel 1970 e nel 1972, oltre ad essere stato per quattro volte capocannoniere in Coppa dei Campioni e sette in campionato; inoltre, con la maglia della nazionale ha vinto anche la classifica marcatori in due manifestazioni internazionali: Messico 1970 e Belgio 1972. Anche Robert Lewandowski ha vinto due volte la Scarpa d'oro, nel 2021 e 2022, è stato sette volte capocannoniere del campionato tedesco (il primo di questi titoli l'ha ottenuto nel periodo di militanza nel Borussia Dortmund) ed ha vinto una volta la classifica marcatori della Champions League. Oltre a Müller e Lewandowski anche Harry Kane ha vinto la Scarpa d'oro nel 2024.
| Scarpa d'oro                                                  | Scarpa d'oro                                                                |
| Nome                                                          | Anno/i (Reti)                                                               |
| ------------------------------------------------------------- | --------------------------------------------------------------------------- |
| Gerd Müller                                                   | 1970 (38), 1972 (40)                                                        |
| Robert Lewandowski                                            | 2021 (41), 2022 (35)                                                        |
| Harry Kane                                                    | 2024 (36)                                                                   |
| Capocannoniere della UEFA Champions League                    |                                                                             |
| Nome                                                          | Anno/i (Reti)                                                               |
| Gerd Müller                                                   | 1973 (11), 1974 (8), 1975 (5), 1977 (5)                                     |
| Karl-Heinz Rummenigge                                         | 1981 (6)                                                                    |
| Dieter Hoeneß                                                 | 1982 (7)                                                                    |
| Robert Lewandowski                                            | 2020 (15)                                                                   |
| Capocannoniere della Coppa UEFA                               |                                                                             |
| Nome                                                          | Anno/i (Reti)                                                               |
| Dieter Hoeneß                                                 | 1980 (7)                                                                    |
| Jürgen Klinsmann                                              | 1996 (15)                                                                   |
| Luca Toni                                                     | 2008 (10)                                                                   |
| Capocannoniere della Bundesliga                               |                                                                             |
| Nome                                                          | Anno/i (Reti)                                                               |
| Gerd Müller                                                   | 1967 (28), 1969 (30), 1970 (38), 1972 (40), 1973 (36), 1974 (30), 1978 (24) |
| Karl-Heinz Rummenigge                                         | 1980 (26), 1981 (29), 1984 (26)                                             |
| Roland Wohlfarth                                              | 1989 (17), 1991 (21)                                                        |
| Giovane Élber                                                 | 2003 (21)                                                                   |
| Luca Toni                                                     | 2008 (24)                                                                   |
| Mario Gómez                                                   | 2011 (28)                                                                   |
| Robert Lewandowski                                            | 2016 (30), 2018 (29), 2019 (22), 2020 (34), 2021 (41), 2022 (35)            |
| Harry Kane                                                    | 2024 (36), 2025 (26)                                                        |
| Scarpa d'oro adidas - Capocannoniere del Campionato del mondo |                                                                             |
| Nome                                                          | Anno/i (Reti)                                                               |
| Gerd Müller                                                   | 1970 (10)                                                                   |
| Thomas Müller                                                 | 2010 (5)                                                                    |
| Capocannoniere del Campionato europeo                         |                                                                             |
| Nome                                                          | Anno/i (Reti)                                                               |
| Gerd Müller                                                   | 1972 (4)                                                                    |
| Mario Gómez                                                   | 2012 (3)                                                                    |
| Bomber dell'anno IFFHS                                        |                                                                             |
| Nome                                                          | Anno/i (Reti)                                                               |
| Jürgen Klinsmann                                              | 1995 (17)                                                                   |
| Robert Lewandowski                                            | 2015 (22)                                                                   |

## Palmarès

### Competizioni nazionali
71 trofei (record tedesco)
- Campionato tedesco: 34  (record)

1931-1932, 1968-1969, 1971-1972, 1972-1973, 1973-1974, 1979-1980, 1980-1981, 1984-1985, 1985-1986, 1986-1987, 1988-1989, 1989-1990, 1993-1994, 1996-1997, 1998-1999, 1999-2000, 2000-2001, 2002-2003, 2004-2005, 2005-2006, 2007-2008, 2009-2010, 2012-2013, 2013-2014, 2014-2015, 2015-2016, 2016-2017, 2017-2018, 2018-2019, 2019-2020, 2020-2021, 2021-2022, 2022-2023, 2024-2025
- Coppa di Germania: 20  (record)

1956-1957, 1965-1966, 1966-1967, 1968-1969, 1970-1971, 1981-1982, 1983-1984, 1985-1986, 1997-1998, 1999-2000, 2002-2003, 2004-2005, 2005-2006, 2007-2008, 2009-2010, 2012-2013, 2013-2014, 2015-2016, 2018-2019, 2019-2020
- Supercoppa di Germania: 11  (record)

1987, 1990, 2010, 2012, 2016, 2017, 2018, 2020, 2021, 2022, 2025
- Coppa di Lega tedesca: 6  (record)

1997, 1998, 1999, 2000, 2004, 2007

### Competizioni regionali
- Regionalliga Süd (secondo livello): 1

1964-1965
- Campionato della Baviera: 5

1905, 1910, 1911, 1926, 1928

### Competizioni internazionali
14 trofei (record tedesco)
- Coppa dei Campioni/UEFA Champions League: 6  (record tedesco)

1973-1974, 1974-1975, 1975-1976, 2000-2001, 2012-2013, 2019-2020
- Coppa UEFA: 1

1995-1996
- Coppa delle Coppe: 1  (record tedesco condiviso con Amburgo, Borussia Dortmund, Werder Brema e Magdeburgo)

1966-1967
- Supercoppa UEFA: 2  (record tedesco)

2013, 2020
- Coppa Intercontinentale: 2  (record tedesco)

1976, 2001
- Coppa del mondo per club: 2  (record tedesco)

2013, 2020

### Competizioni giovanili
- Under-19 Bundesliga: 3

2000-2001, 2001-2002, 2003-2004
- Under-17 Bundesliga: 5

1988-1989, 1996-1997, 2000-2001, 2006-2007, 2016-2017
- Torneo di Cannes: 1

1953
- Torneo Internazionale Under-19 Bellinzona: 2

1961, 1964

## Statistiche e record

### Partecipazione ai campionati e ai tornei internazionali

#### Campionati nazionali
Dalla stagione 1909-1910 alla stagione 2025-2026 compresa, la squadra ha partecipato a:
| Livello | Categoria           | Partecipazioni | Debutto   | Ultima stagione | Totale |
| ------- | ------------------- | -------------- | --------- | --------------- | ------ |
| 1º      | Ostkreis-Liga       | 5              | 1909-1910 | 1913-1914       | 109    |
| 1º      | Kreisliga Südbayern | 4              | 1919-1920 | 1922-1923       | 109    |
| 1º      | Bezirksliga Bayern  | 10             | 1923-1924 | 1932-1933       | 109    |
| 1º      | Gauliga Bayern      | 12             | 1933-1934 | 1944-1945       | 109    |
| 1º      | Oberliga Süd        | 17             | 1945-1946 | 1962-1963       | 109    |
| 1º      | Bundesliga          | 61             | 1965-1966 | 2025-2026       | 109    |
| 2º      | 2. Oberliga Süd     | 1              | 1955-1956 | 1955-1956       | 3      |
| 2º      | Regionalliga Süd    | 2              | 1963-1964 | 1964-1965       | 3      |

#### Partecipazione alle coppe europee
Alla stagione 2025-2026 il club ha ottenuto le seguenti partecipazioni ai tornei internazionali:
| Categoria                                | Partecipazioni | Debutto   | Ultima stagione |
| ---------------------------------------- | -------------- | --------- | --------------- |
| Coppa dei Campioni/UEFA Champions League | 42             | 1969-1970 | 2025-2026       |
| Coppa delle Coppe                        | 5              | 1966-1967 | 1984-1985       |
| Coppa Intercontinentale                  | 2              | 1976      | 2001            |
| Supercoppa UEFA                          | 5              | 1975      | 2020            |
| Coppa UEFA/UEFA Europa League            | 9              | 1977-1978 | 2007-2008       |
| Coppa del mondo per club FIFA            | 3              | 2013      | 2025            |
| Coppa delle Fiere                        | 2              | 1962-1963 | 1970-1971       |

### Statistiche individuali
Il giocatore con più presenze nelle competizioni europee è Thomas Müller (164), mentre il miglior marcatore è Robert Lewandowski (69).
Di seguito i record di presenze e di gol con la maglia del club; in grassetto i calciatori ancora in squadra.
 Dati aggiornati al 15 giugno 2025.
| Record di presenze I primi dieci giocatori per numero di presenze: - 753 Thomas Müller (2008-2025) - 709 Sepp Maier (1962-1980) - 632 Oliver Kahn (1994-2008) - 611 Gerd Müller (1964-1979) - 582 Franz Beckenbauer (1964-1977) - 557 Manuel Neuer (2011-oggi) - 551 Klaus Augenthaler (1976-1991) - 547 H.G. Schwarzenbeck (1966-1981) - 517 Philipp Lahm (2005-2017) - 505 Bernd Durnberger (1972-1985) | Record di reti I primi dieci giocatori per numero di gol: - 568 Gerd Müller (1964-1979) - 344 Robert Lewandowski (2014-2022) - 250 Thomas Müller (2008-2025) - 229 Rainer Ohlhauser (1961-1970) - 217 K.H. Rumenigge (1974-1984) - 145 Dieter Hoeneß (1979-1987) - 144 Arjen Robben (2009-2019) - 139 Giovane Élber (1997-2003) - 137 Roland Wohlfarth (1984-1993) - 125 C. Pizarro (2001-2007, 2012-2015) - 124 Franck Ribéry (2007-2019) |

### Statistiche di squadra
A livello internazionale la miglior vittoria è per 10-0, ottenuta contro l'Anorthōsis nel primo turno della Coppa UEFA 1983-1984, mentre la peggior sconfitta è il 6-2 subito contro il B 1903 nel secondo turno della Coppa UEFA 1991-1992.

## Tifoseria

### Rivalità

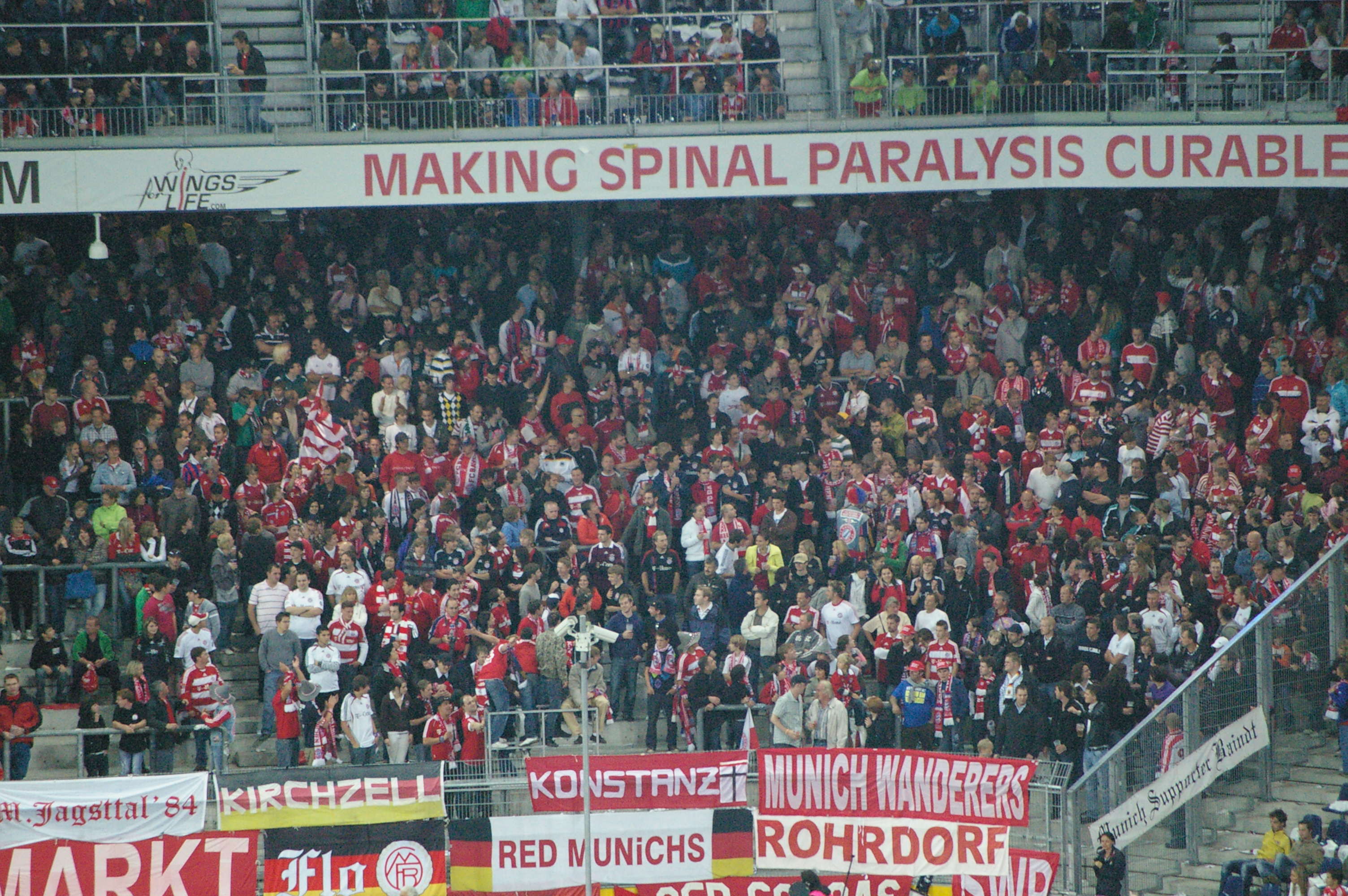
Tifosi

Il Bayern è uno dei tre club professionistici del capoluogo bavarese. Il principale rivale cittadino è il Monaco 1860. La rivalità, molto sentita negli anni '60, quando il Monaco 1860 era una potenza del calcio tedesco, ha perso importanza negli ultimi anni, ma il derby di Monaco di Baviera rimane un evento molto atteso. L'altra società, l'Unterhaching, che ha sede in un paese vicino a Monaco, ha partecipato ad alcuni campionati di prima divisione (il primo dei quali nel 1999-2000), ma ha quasi sempre militato in seconda divisione.
Dagli anni '20 si sviluppò una rivalità con il Norimberga, rivale bavarese che negli anni '20 e '30 era più titolato del Bayern. La partita tra le due squadre è definita derby di Baviera.
Negli ultimi decenni è cresciuta la rivalità sportiva con il Borussia Dortmund, che ha saputo contendere al Bayern Monaco il primato nazionale. La partita tra le due squadre è nota come Der Klassiker. Numerosi sono i duelli tra le due squadre per la conquista del titolo nazionale e della Coppa di Germania, nella cui finale i club si sono incontrati varie volte (2008, 2012, 2014 e 2016). Nel 2012 la sconfitta per 5-2 patita contro il Borussia Dortmund nella finale di Coppa di Germania fu la più larga subita dal Bayern in una finale. Molti sono stati anche gli incontri tra le due squadre in Supercoppa di Germania (1989, 2008, 2012, 2013, 2014, 2016, 2017, 2019, 2020). Nel 2012-2013 le due squadre si sono ritrovate anche in finale di Champions League, la prima tra due squadre tedesche nella storia del torneo.
Molto sentita è la rivalità con il Kaiserslautern, che trae origine dal referendum successivo alla seconda guerra mondiale, che decretò l'indipendenza di Kaiserslautern e del Palatinato dalla Baviera e fu riaccesa da una sfida del 1973 persa per 7-4 dal Bayern, che era in vantaggio con il punteggio di 4-1. Altri episodi degni di nota sono i campionati 1990-1991 e 1997-1998, entrambi vinti dal Kaiserslautern davanti ai bavaresi; nel secondo caso vi fu la rivincita di Otto Rehhagel, che fece vincere il titolo ai Diavoli Rossi neopromossi due anni dopo essere stato esonerato dal Bayern nel 1996 in favore di Giovanni Trapattoni.

### Gemellaggi
In campo internazionale si segnala il gemellaggio con i supporters italiani della Civitanovese, della Sambenedettese e dell'Empoli. In Germania invece, esiste un gemellaggio con i tifosi del Bochum.

## Organico

### Rosa 2025-2026
| N. |                          | Ruolo | Calciatore              |
| -- | ------------------------ | ----- | ----------------------- |
| 1  | Germania (bandiera)      | P     | Manuel Neuer (capitano) |
| 2  | Francia (bandiera)       | D     | Dayot Upamecano         |
| 3  | Corea del Sud (bandiera) | D     | Kim Min-jae             |
| 4  | Germania (bandiera)      | D     | Jonathan Tah            |
| 6  | Germania (bandiera)      | C     | Joshua Kimmich          |
| 7  | Germania (bandiera)      | A     | Serge Gnabry            |
| 8  | Germania (bandiera)      | C     | Leon Goretzka           |
| 9  | Inghilterra (bandiera)   | A     | Harry Kane              |
| 10 | Germania (bandiera)      | C     | Jamal Musiala           |
| 14 | Colombia (bandiera)      | A     | Luis Díaz               |
| 17 | Francia (bandiera)       | C     | Michael Olise           |

| N. |                       | Ruolo | Calciatore          |
| -- | --------------------- | ----- | ------------------- |
| 19 | Canada (bandiera)     | D     | Alphonso Davies     |
| 20 | Germania (bandiera)   | C     | Tom Bischof         |
| 21 | Giappone (bandiera)   | D     | Hiroki Itō          |
| 22 | Portogallo (bandiera) | D     | Raphaël Guerreiro   |
| 23 | Francia (bandiera)    | D     | Sacha Boey          |
| 26 | Germania (bandiera)   | P     | Sven Ulreich        |
| 27 | Austria (bandiera)    | D     | Konrad Laimer       |
| 36 | Germania (bandiera)   | A     | Noel Aséko-Nkili    |
| 40 | Germania (bandiera)   | P     | Jonas Urbig         |
| 44 | Croazia (bandiera)    | D     | Josip Stanišić      |
| 45 | Germania (bandiera)   | C     | Aleksandar Pavlović |

### Staff tecnico
Tratto dal sito ufficiale, aggiornato al 28 gennaio 2024.
- Allenatore:  Vincent Kompany
- Collaboratori Tecnici:  Arno Michels,  Nicolas Mayer,  Zsolt Löw,  Anthony Barry
- Preparatore dei portieri:  Michael Rechner
- Responsabile Fisioterapisti"':  Helmut Erhard
- Fisioterapisti:  Gerhard Hoffmann,  Gianni Bianchi,  Christian Huhn,  Stephan Weickert,  Florian Brandner,  Knut Stamer
- Responsabile analisti video:  Michael Niemeyer
- Analisti video:  Vitus Angerer,  Michael Cuper,  Maximilian Schwab
- Responsabile preparatori atletici:  Holger Broich
- Preparatori atletici:  Simon Martinello,  Peter Schlösser,  Thomas Wilhelmi
- Analista dati fisici:  Soner Mansuroglu

### Altre sezioni della polisportiva
Il Bayern è una società polisportiva, quindi, oltre al calcio maschile esistono altre sezioni.

### Calcio femminile
La sezione di calcio femminile è il Bayern München Frauenfußball. La squadra è stata fondata nel 1970 ed è diventata campione nazionale nel 1976, mentre nel 2002 ha vinto la coppa nazionale. Gioca le partite nel Grünwalder Stadion, utilizzato fino al 1972 dalla prima squadra maschile.

### Pallacanestro
La sezione di pallacanestro si chiama Bayern München Basketball. Fondata nel 1946 milita nella Basketball-Bundesliga; nella stagione 2017-2018 ha vinto il 4º campionato. Gioca le partite casalinghe nella Audi Dome.

### Scacchi

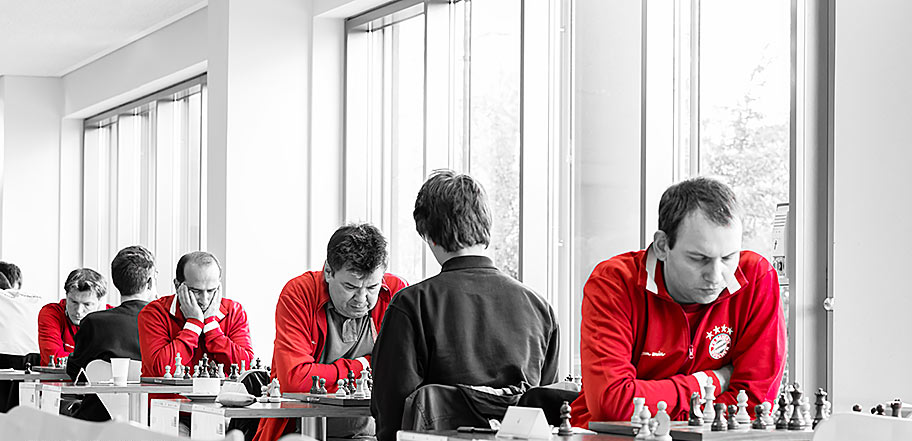
La sezione di scacchi

La sezione scacchistica venne fondata nel 1980 in concomitanza con l'istituzione della Bundesliga, quando il Bayern si fuse con lo Schachclubs Anderssen Bavaria. La squadra di categoria open milita in prima serie dal 2019, ha vinto nove campionati tedeschi tra il 1982 e il 1985 e una Coppa europea per club nel 1992. La squadra femminile milita nella Bundesliga femminile dal 2019.

### Altre sezioni
Le altre sezioni del club sono:
- arbitri, creata nel 1919[68];
- pallamano, creata nel 1945[69];
- tennistavolo, creata nel 1946[70];
- bowling, creata nel 1983[71];
- Seniorenfussball, creata nel 2002; è una squadra di calcio composta da molti ex-giocatori che in passato hanno vestito la maglia del club[72].